# Coupe d'Angleterre de football 2024-2025
Navigation
Coupe d'Angleterre 2023-2024 Coupe d'Angleterre 2025-2026
La Coupe d'Angleterre 2024-2025 est la 144e édition de la FA Cup, la coupe principale dans le football anglais et la plus vieille compétition à élimination directe du monde. Elle commence par le 1er tour, le 2 novembre 2024, et se termine par la finale, le 17 mai 2025.
Le vainqueur de la compétition se qualifie pour la phase de ligue de la Ligue Europa 2025-2026.

## Calendrier
Le calendrier est le suivant :
| Tour                                                                                                 | Nom                              | Dates retenues                                                                  | Équipes entrantes         | Équipes participantes     | Équipes gagnantes         |
| Phase préliminaire (2024)                                                                            | Phase préliminaire (2024)        | Phase préliminaire (2024)                                                       | Phase préliminaire (2024) | Phase préliminaire (2024) | Phase préliminaire (2024) |
| --- | -------------------------------- | ------------------------------------------------------------------------------- | ------------------------- | ------------------------- | ------------------------- |
| Entrée des 95 moins bon club de division 8, division 9 et les clubs les mieux classés de division 10 |                                  |                                                                                 |                           |                           |                           |
| 1 | Tour préliminaire supplémentaire | samedi 3 août 2024                                                              | 442                       | 442                       | 221                       |
| Entrée des autres clubs de division 8                                                                |                                  |                                                                                 |                           |                           |                           |
| 2 | Tour préliminaire                | samedi 17 août 2024                                                             | 51                        | 272                       | 136                       |
| Entrée des clubs de division 7                                                                       |                                  |                                                                                 |                           |                           |                           |
| 3 | Premier tour préliminaire        | samedi 31 août 2024                                                             | 88                        | 224                       | 112                       |
| Entrée des 48 clubs de National League North et de National League South                             |                                  |                                                                                 |                           |                           |                           |
| 4 | Deuxième tour préliminaire       | samedi 14 septembre 2024                                                        | 48                        | 160                       | 80                        |
| 5 | Troisième tour préliminaire      | samedi 28 septembre 2024                                                        | -                         | 80                        | 40                        |
| Entrée des 24 clubs de National League                                                               |                                  |                                                                                 |                           |                           |                           |
| 6 | Quatrième tour préliminaire      | samedi 12 octobre 2024                                                          | 24                        | 64                        | 32                        |
| Phase finale (2024 et 2025)                                                                          |                                  |                                                                                 |                           |                           |                           |
| Entrée des 24 clubs de League One et des 24 clubs de League Two                                      |                                  |                                                                                 |                           |                           |                           |
| 7 | Premier tour                     | vendredi 1, samedi 2, dimanche 3 et lundi 4 novembre 2024                       | 48                        | 80                        | 40                        |
| 8 | Deuxième tour                    | vendredi 29, samedi 30 novembre et dimanche 1 décembre 2024                     | -                         | 40                        | 20                        |
| Entrée des 20 clubs de Premier League et des 24 clubs de Championship                                |                                  |                                                                                 |                           |                           |                           |
| 9 | Troisième tour (1/32 de finale)  | jeudi 9, vendredi 10, samedi 11, dimanche 12, lundi 13 et mardi 14 janvier 2025 | 44                        | 64                        | 32                        |
| 10                                                                                                   | Quatrième tour (1/16 de finale)  | vendredi 7, samedi 8, dimanche 9 et lundi 10 février 2025                       | -                         | 32                        | 16                        |
| 11                                                                                                   | Cinquième tour (1/8 de finale)   | vendredi 28 février, samedi 1er, dimanche 2 et lundi 3 mars 2025                | -                         | 16                        | 8                         |
| 12                                                                                                   | Quarts de finale                 | samedi 29 mars 2025                                                             | -                         | 8                         | 4                         |
| 13                                                                                                   | Demi-finales au Stade de Wembley | samedi 26 avril 2025                                                            | -                         | 4                         | 2                         |
| 14                                                                                                   | Finale au Stade de Wembley       | samedi 17 mai 2025                                                              | -                         | 2                         | 1                         |

## Résultats

### Phase préliminaire
Plusieurs centaines de matchs sont joués lors des tours préliminaires. Seuls sont indiqués ici les résultats à partir de la phase finale.

### Phase finale

#### Premier tour

##### Participants
Les 32 clubs qualifiés du quatrième tour préliminaire sont rejoints par les 24 clubs de League One et des 24 clubs de League Two qui entrent à ce tour.
Le tirage au sort a lieu le 14 octobre 2024.

##### Rencontres
| 1er novembre 2024 | Tamworth FC (5)                                  | 1 - 0   | Huddersfield Town (3) |                                                                       |                                                                       |
| 20h45             | Maxwell 44e (csc)                                | (1 - 0) |                       | The Lamb Ground, Tamworth Spectateurs : 3 533 Arbitrage : Ben Speedle | The Lamb Ground, Tamworth Spectateurs : 3 533 Arbitrage : Ben Speedle |
| 20h45             | Cullinane-Liburd 57e · Tonks 58e · Creaney 90+4e | Rapport | 47e Marshall          | The Lamb Ground, Tamworth Spectateurs : 3 533 Arbitrage : Ben Speedle | The Lamb Ground, Tamworth Spectateurs : 3 533 Arbitrage : Ben Speedle |

| 1er novembre 2024 | Notts County (4)                                 | 5 - 1   | Alfreton Town (6)             |                                                                     |                                                                     |
| 20h45             | Platt 16e · Jatta 48e 62e · Brown 85e (pen.) 90e | (1 - 1) | 14e Waldock                   | Meadow Lane, Nottingham Spectateurs : 6 658 Arbitrage : Meadow Lane | Meadow Lane, Nottingham Spectateurs : 6 658 Arbitrage : Meadow Lane |
| 20h45             | Gordon 42e · Palmer 74e                          | Rapport | 11e Whitehouse · 83e Cantrill | Meadow Lane, Nottingham Spectateurs : 6 658 Arbitrage : Meadow Lane | Meadow Lane, Nottingham Spectateurs : 6 658 Arbitrage : Meadow Lane |

| 2 novembre 2024 | Rotherham United (3)     | 1 - 3   | Cheltenham Town (4)          |                                                                          |                                                                          |
| 16h00           | Wilks 37e                | (1 - 2) | 36e 45e Colwill · 58e Archer | New York Stadium, Rotherham Spectateurs : 2 770 Arbitrage : Adam Herczeg | New York Stadium, Rotherham Spectateurs : 2 770 Arbitrage : Adam Herczeg |
| 16h00           | Powell 46e · Odoffin 71e | Rapport | 21e Kinsella · 60e Young     | New York Stadium, Rotherham Spectateurs : 2 770 Arbitrage : Adam Herczeg | New York Stadium, Rotherham Spectateurs : 2 770 Arbitrage : Adam Herczeg |

| 2 novembre 2024 | Barrow AFC (4)                         | 0 - 1   | Doncaster Rovers (4) |                                                                              |                                                                              |
| 16h00           |                                        | (0 - 0) | 83e Kelly            | Holker Street, Barrow-in-Furness Spectateurs : 2 650 Arbitrage : Dale Baines | Holker Street, Barrow-in-Furness Spectateurs : 2 650 Arbitrage : Dale Baines |
| 16h00           | Garner 18e · Eccleston 39e · Newby 71e | Rapport |                      | Holker Street, Barrow-in-Furness Spectateurs : 2 650 Arbitrage : Dale Baines | Holker Street, Barrow-in-Furness Spectateurs : 2 650 Arbitrage : Dale Baines |

| 2 novembre 2024 | Worthing FC (6) | 0 - 2   | Morecambe FC (4)        |                                                                     |                                                                     |
| 16h00           |                 | (0 - 1) | 7e Slew · 88e Williams  | Woodside Road, Worthing Spectateurs : 3 110 Arbitrage : Sam Mulhall | Woodside Road, Worthing Spectateurs : 3 110 Arbitrage : Sam Mulhall |
| 16h00           | Wadham 50e      | Rapport | 31e Stott · 61e Hendrie | Woodside Road, Worthing Spectateurs : 3 110 Arbitrage : Sam Mulhall | Woodside Road, Worthing Spectateurs : 3 110 Arbitrage : Sam Mulhall |

| 2 novembre 2024 | Exeter City (3)                                                | 5 - 3   | Barnet FC (5)                                    |                                                                  |                                                                  |
| 16h00           | Magennis 13e 76e (pen.) 85e (pen.) · Bird 90+6e · Doyle 90+11e | (1 - 1) | 39e Glover · 59e Brunt · 78e Kabamba             | St James Park, Exeter Spectateurs : 4 244 Arbitrage : Lee Swabey | St James Park, Exeter Spectateurs : 4 244 Arbitrage : Lee Swabey |
| 16h00           | Woods 49e                                                      | Rapport | 67e Kanu · 85e Coker · 85e Glover · 90+4e Hobson | St James Park, Exeter Spectateurs : 4 244 Arbitrage : Lee Swabey | St James Park, Exeter Spectateurs : 4 244 Arbitrage : Lee Swabey |

| 2 novembre 2024 | Carlisle United (4)                 | 0 - 2 ap              | Wigan Athletic (3)              |                                                                     |                                                                     |
| 16h00           |                                     | (0 - 0, 0 - 0, 0 - 1) | 105e S. Smith · 120+1e J. Smith | Brunton Park, Carlisle Spectateurs : 4 532 Arbitrage : Martin Woods | Brunton Park, Carlisle Spectateurs : 4 532 Arbitrage : Martin Woods |
| 16h00           | Robson 14e · Neal 61e · Lavelle 87e | Rapport               | 25e Rankine · 33e Olakigbe      | Brunton Park, Carlisle Spectateurs : 4 532 Arbitrage : Martin Woods | Brunton Park, Carlisle Spectateurs : 4 532 Arbitrage : Martin Woods |

| 2 novembre 2024 | Brackley Town (6)                                           | 0 - 0 ap 5 - 4 t. a. b. | Braintree Town (5)                                                  |                                                                         |                                                                         |
| 16h00           |                                                             | (0 - 0, 0 - 0, 0 - 0)   |                                                                     | St. James Park, Brackley Spectateurs : 1 121 Arbitrage : Stuart Morland | St. James Park, Brackley Spectateurs : 1 121 Arbitrage : Stuart Morland |
| 16h00           | Lowe 62e · Lilly 90+4e · Roberts 90+6e · Craig 98e          | Rapport                 | 90+3e Francis · 90+4e Covolan ·                                     | St. James Park, Brackley Spectateurs : 1 121 Arbitrage : Stuart Morland | St. James Park, Brackley Spectateurs : 1 121 Arbitrage : Stuart Morland |
| 16h00           | Byrne · Newton · Lyttle · O'Sullivan · Lilly · Bates · Lowe | Tirs au but 5 - 4       | Akinde · Langston · Francis · Powell · Vennings · Robinson · Lisbie | St. James Park, Brackley Spectateurs : 1 121 Arbitrage : Stuart Morland | St. James Park, Brackley Spectateurs : 1 121 Arbitrage : Stuart Morland |

| 2 novembre 2024 | Wycombe Wanderers (3)            | 3 - 2   | York City (5)              |                                                                     |                                                                     |
| 16h00           | Leahy 14e (pen.) 57e · Kodua 21e | (2 - 1) | 31e Sinclair · 90+4e Felix | Adams Park, High Wycombe Spectateurs : 2 765 Arbitrage : Tom Reeves | Adams Park, High Wycombe Spectateurs : 2 765 Arbitrage : Tom Reeves |
| 16h00           | Leahy 50e                        | Rapport | 43e Felix                  | Adams Park, High Wycombe Spectateurs : 2 765 Arbitrage : Tom Reeves | Adams Park, High Wycombe Spectateurs : 2 765 Arbitrage : Tom Reeves |

| 2 novembre 2024 | Bradford City (4)                             | 3 - 1   | Aldershot Town (5) |                                                                     |                                                                     |
| 16h00           | Oliver 50e · Maghoma 65e (csc) · Kavanagh 68e | (0 - 1) | 32e Barham         | Valley Parade, Bradford Spectateurs : 4 737 Arbitrage : Craig Hicks | Valley Parade, Bradford Spectateurs : 4 737 Arbitrage : Craig Hicks |
| 16h00           | Diabate 85e                                   | Rapport |                    | Valley Parade, Bradford Spectateurs : 4 737 Arbitrage : Craig Hicks | Valley Parade, Bradford Spectateurs : 4 737 Arbitrage : Craig Hicks |

| 2 novembre 2024 | Hednesford Town (8)                                                               | 4 - 4 4 - 5 t. a. b.  | Gainsborough Trinity (7)                                                                     |                                                                        |                                                                        |
| 16h00           | Duku 4e · Omar Holness 21e · Dominic McHale 49e 95e                               | (2 - 0, 3 - 3, 4 - 3) | 65e 77e Howe · 90+4e Lancaster · 109e Clarke                                                 | Keys Park, Hednesford Spectateurs : 3 866 Arbitrage : Jason Richardson | Keys Park, Hednesford Spectateurs : 3 866 Arbitrage : Jason Richardson |
| 16h00           | Holness 55e · Taylor 61e                                                          | Rapport               | 9e Cogill · 55e Tuntulwana · 113e Helliwell ·                                                | Keys Park, Hednesford Spectateurs : 3 866 Arbitrage : Jason Richardson | Keys Park, Hednesford Spectateurs : 3 866 Arbitrage : Jason Richardson |
| 16h00           | Stevenson · Sparkes · Bearne · Holness · Taylor · Gwilt · Spence · Johnson · Rowe | Tirs au but 4 - 5     | Cogill · Tuntulwana · Johnson · Stacey · Lancaster · Hornshaw · Preston · Clarke · Helliwell | Keys Park, Hednesford Spectateurs : 3 866 Arbitrage : Jason Richardson | Keys Park, Hednesford Spectateurs : 3 866 Arbitrage : Jason Richardson |

| 2 novembre 2024 | Burton Albion (3)                       | 1 - 0   | Scarborough Athletic (6)             |                                                                                 |                                                                                 |
| 16h00           | Kalinauskas 69e                         | (0 - 0) |                                      | Pirelli Stadium, Burton upon Trent Spectateurs : 3 066 Arbitrage : Simon Mather | Pirelli Stadium, Burton upon Trent Spectateurs : 3 066 Arbitrage : Simon Mather |
| 16h00           | Sweeney 62e · Orsi 74e · Williams 90+1e | Rapport | 27e Gooda · 50e Tear · 90+5e Mulhern | Pirelli Stadium, Burton upon Trent Spectateurs : 3 066 Arbitrage : Simon Mather | Pirelli Stadium, Burton upon Trent Spectateurs : 3 066 Arbitrage : Simon Mather |

| 2 novembre 2024 | Tranmere Rovers (4)                      | 1 - 2   | Oldham Athletic (5)          |                                                  |                                                  |
| 16h00           | Jennings 9e                              | (1 - 1) | 39e Norwood · 61e Uchegbulam | Prenton Park, Birkenhead Arbitrage : Ross Martin | Prenton Park, Birkenhead Arbitrage : Ross Martin |
| 16h00           | Finley 31e · Turnbull 45+2e · Davies 83e | Rapport | 23e Caprice · 81e Kitching   | Prenton Park, Birkenhead Arbitrage : Ross Martin | Prenton Park, Birkenhead Arbitrage : Ross Martin |

| 2 novembre 2024 | Rochdale AFC (5)                                 | 3 - 4   | Bromley FC (4)                                |                                                                            |                                                                            |
| 16h00           | Beckwith 24e · Webster 52e (csc) · Henderson 80e | (1 - 2) | 1re 90+2e Whitely · 3e Cheek · 90+1e Amantchi | Spotland Stadium, Rochdale Spectateurs : 2 329 Arbitrage : Aaron Bannister | Spotland Stadium, Rochdale Spectateurs : 2 329 Arbitrage : Aaron Bannister |
| 16h00           | Hogan 67e · Beckwith 87e                         | Rapport | 49e Webster · 64e, 90+3e Imray                | Spotland Stadium, Rochdale Spectateurs : 2 329 Arbitrage : Aaron Bannister | Spotland Stadium, Rochdale Spectateurs : 2 329 Arbitrage : Aaron Bannister |

| 2 novembre 2024 | Walsall FC (4)            | 2 - 1   | Bolton Wanderers (3)     |                                                                        |                                                                        |
| 16h00           | Gordon 59e · Jellis 90+1e | (0 - 0) | 55e Sheehan              | Bescot Stadium, Walsall Spectateurs : 6 684 Arbitrage : Ruebyn Ricardo | Bescot Stadium, Walsall Spectateurs : 6 684 Arbitrage : Ruebyn Ricardo |
| 16h00           | Williams 53e · Matt 90+8e | Rapport | 59e Schön · 90+8e Matete | Bescot Stadium, Walsall Spectateurs : 6 684 Arbitrage : Ruebyn Ricardo | Bescot Stadium, Walsall Spectateurs : 6 684 Arbitrage : Ruebyn Ricardo |

| 2 novembre 2024 | Grimsby Town (4) | 0 - 1   | Wealdstone FC (5)           |                                                                           |                                                                           |
| 16h00           |                  | (0 - 0) | 90e Reid                    | Blundell Park, Cleethorpes Spectateurs : 3 174 Arbitrage : James Westgate | Blundell Park, Cleethorpes Spectateurs : 3 174 Arbitrage : James Westgate |
| 16h00           | McEachran 22e    | Rapport | 16e Scott · 29e Kretzschmar | Blundell Park, Cleethorpes Spectateurs : 3 174 Arbitrage : James Westgate | Blundell Park, Cleethorpes Spectateurs : 3 174 Arbitrage : James Westgate |

| 2 novembre 2024 | Bristol Rovers (3)                     | 3 - 1 ap              | Weston-super-Mare (6)                                                               |                                                                       |                                                                       |
| 16h00           | Lindsay 42e · Taylor 95e · Ward 120+2e | (1 - 0, 1 - 1, 2 - 1) | 64e Bastin                                                                          | Memorial Stadium, Bristol Spectateurs : 6 898 Arbitrage : Ollie Yates | Memorial Stadium, Bristol Spectateurs : 6 898 Arbitrage : Ollie Yates |
| 16h00           | Ward 120e                              | Rapport               | 50e Pope · 73e Coulson · 90+3e Chamberlain · 94e Kadji · 105e McCootie · 120e Avery | Memorial Stadium, Bristol Spectateurs : 6 898 Arbitrage : Ollie Yates | Memorial Stadium, Bristol Spectateurs : 6 898 Arbitrage : Ollie Yates |

| 2 novembre 2024 | Solihull Moors (5)                                | 3 - 0   | Maidstone United (6)                                               |                                                                      |                                                                      |
| 16h00           | Clarke 49e · Stevens 88e (pen.) · Wilkinson 90+7e | (0 - 0) |                                                                    | Damson Park, Solihull Spectateurs : 1 682 Arbitrage : Richie Watkins | Damson Park, Solihull Spectateurs : 1 682 Arbitrage : Richie Watkins |
| 16h00           | Wilkinson 33e                                     | Rapport | 30e Brookes · 56e Fonkeu · 82e Blair · 85e Lodovica · 90+5e Fowler | Damson Park, Solihull Spectateurs : 1 682 Arbitrage : Richie Watkins | Damson Park, Solihull Spectateurs : 1 682 Arbitrage : Richie Watkins |

| 2 novembre 2024 | Stockport County (3)       | 2 - 1 ap              | Forest Green Rovers (5) |                                                                    |                                                                    |
| 16h00           | Horsfall 64e · Wootton 97e | (0 - 0, 1 - 1, 1 - 1) | 82e Doidge              | Edgeley Park, Edgeley Spectateurs : 4 624 Arbitrage : Scott Tallis | Edgeley Park, Edgeley Spectateurs : 4 624 Arbitrage : Scott Tallis |
| 16h00           | Touray 87e                 | Rapport               | 92e McAllister          | Edgeley Park, Edgeley Spectateurs : 4 624 Arbitrage : Scott Tallis | Edgeley Park, Edgeley Spectateurs : 4 624 Arbitrage : Scott Tallis |

| 2 novembre 2024 | Reading FC (3)                 | 2 - 0   | Fleetwood Town (4) |                                                                       |                                                                       |
| 16h00           | Bindon 48e · Odubeko 86e (csc) | (0 - 0) |                    | Madejski Stadium, Reading Spectateurs : 3 685 Arbitrage : Paul Howard | Madejski Stadium, Reading Spectateurs : 3 685 Arbitrage : Paul Howard |
| 16h00           | Rushesha 8e                    | Rapport |                    | Madejski Stadium, Reading Spectateurs : 3 685 Arbitrage : Paul Howard | Madejski Stadium, Reading Spectateurs : 3 685 Arbitrage : Paul Howard |

| 2 novembre 2024 | Stevenage FC (3)                                     | 1 - 1 ap 5 - 4 t. a. b. | Guiseley AFC (7)                                                  |                                                                        |                                                                        |
| 16h00           | Reid 53e                                             | (0 - 0, 1 - 1, 1 - 1)   | 83e Longbottom                                                    | Broadhall Way, Stevenage Spectateurs : 2 224 Arbitrage : Oliver Mackey | Broadhall Way, Stevenage Spectateurs : 2 224 Arbitrage : Oliver Mackey |
| 16h00           | Kemp 78e · Young 93e · List 107e                     | Rapport                 | 47e Longbottom · 55e Moke · 99e Lufudu ·                          | Broadhall Way, Stevenage Spectateurs : 2 224 Arbitrage : Oliver Mackey | Broadhall Way, Stevenage Spectateurs : 2 224 Arbitrage : Oliver Mackey |
| 16h00           | Reid · Roberts · White · Young · List · Smith · Kemp | Tirs au but 5 - 4       | Longbottom · Brown · Ackroyd · Ridehalgh · Mbeka · Bentley · Ible | Broadhall Way, Stevenage Spectateurs : 2 224 Arbitrage : Oliver Mackey | Broadhall Way, Stevenage Spectateurs : 2 224 Arbitrage : Oliver Mackey |

| 2 novembre 2024 | Rushall Olympic (6)                       | 0 - 2   | Accrington Stanley (4) |                                                 |                                                 |
| 16h00           |                                           | (0 - 0) | 73e Woods · 82e Walton | Dales Lane, Walsall Arbitrage : Steven Copeland | Dales Lane, Walsall Arbitrage : Steven Copeland |
| 16h00           | Heard 21e · Benbow 55e, 60e · Charles 86e | Rapport |                        | Dales Lane, Walsall Arbitrage : Steven Copeland | Dales Lane, Walsall Arbitrage : Steven Copeland |

| 2 novembre 2024 | Swindon Town (4)                       | 2 - 1 ap              | Colchester United (4)                                                             |                                                                      |                                                                      |
| 16h00           | McGregor 83e · Tshimanga 106e          | (0 - 0, 1 - 1, 1 - 1) | 64e Anderson                                                                      | County Ground, Swindon Spectateurs : 4 855 Arbitrage : Scott Jackson | County Ground, Swindon Spectateurs : 4 855 Arbitrage : Scott Jackson |
| 16h00           | Wright 23e · Smith 85e · McGregor 102e | Rapport               | 10e Flanagan · 23e McDonnell · 63e Gordon · 71e Hunt · 85e Iandolo · 90e Donnelly | County Ground, Swindon Spectateurs : 4 855 Arbitrage : Scott Jackson | County Ground, Swindon Spectateurs : 4 855 Arbitrage : Scott Jackson |

| 2 novembre 2024 | Salford City (4)       | 2 - 1   | Shrewsbury Town (3) |                                                                  |                                                                  |
| 16h00           | Lund 5e 42e            | (2 - 1) | 15e Marquis         | Moor Lane, Salford Spectateurs : 2 374 Arbitrage : Leigh Doughty | Moor Lane, Salford Spectateurs : 2 374 Arbitrage : Leigh Doughty |
| 16h00           | Mnoga 16e · Ashley 46e | Rapport |                     | Moor Lane, Salford Spectateurs : 2 374 Arbitrage : Leigh Doughty | Moor Lane, Salford Spectateurs : 2 374 Arbitrage : Leigh Doughty |

| 2 novembre 2024 | Crewe Alexandra (4) | 0 - 1   | Dagenham & Redbridge (5) |                                                                  |                                                                  |
| 16h00           |                     | (0 - 0) | 73e (pen.) Pereira       | Gresty Road, Crewe Spectateurs : 3 133 Arbitrage : John Mulligan | Gresty Road, Crewe Spectateurs : 3 133 Arbitrage : John Mulligan |
| 16h00           | Demetriou 12e       | Rapport | 80e Pereira              | Gresty Road, Crewe Spectateurs : 3 133 Arbitrage : John Mulligan | Gresty Road, Crewe Spectateurs : 3 133 Arbitrage : John Mulligan |

| 2 novembre 2024 | Port Vale (4)          | 1 - 3   | Barnsley FC (3)                                      |                                                                              |                                                                              |
| 16h00           | Curtis 31e             | (1 - 1) | 17e Roberts · 64e Keillor-Dunn · 82e (pen.) Phillips | Vale Park, Stoke-on-Trent Spectateurs : 3 128 Arbitrage : Charles Breakspear | Vale Park, Stoke-on-Trent Spectateurs : 3 128 Arbitrage : Charles Breakspear |
| 16h00           | Cover 16e · Debrah 82e | Rapport | 43e Connell · 84e O'Keeffe                           | Vale Park, Stoke-on-Trent Spectateurs : 3 128 Arbitrage : Charles Breakspear | Vale Park, Stoke-on-Trent Spectateurs : 3 128 Arbitrage : Charles Breakspear |

| 2 novembre 2024 | Chesterfield FC (4)      | 3 - 1   | Horsham FC (7)                |                                                                         |                                                                         |
| 16h00           | Grigg 6e 49e · Dobra 65e | (1 - 0) | 85e Dickson                   | Proact Stadium, Chesterfield Spectateurs : 4 887 Arbitrage : Martin Coy | Proact Stadium, Chesterfield Spectateurs : 4 887 Arbitrage : Martin Coy |
| 16h00           |                          | Rapport | 12e Hester-Cook · 90e Dickson | Proact Stadium, Chesterfield Spectateurs : 4 887 Arbitrage : Martin Coy | Proact Stadium, Chesterfield Spectateurs : 4 887 Arbitrage : Martin Coy |

| 2 novembre 2024 | Southend United (5)                               | 3 - 4                 | Charlton Athletic (3)                                  |                                                                             |                                                                             |
| 16h00           | Bridge 45+1e · Coker 52e · Gillesphey 90+3e (csc) | (1 - 2, 3 - 3, 3 - 4) | 9e Leaburn · 40e Mitchell · 66e Godden · 120+1e Ahadme | Roots Hall, Southend-on-Sea Spectateurs : 8 875 Arbitrage : Darren Drysdale | Roots Hall, Southend-on-Sea Spectateurs : 8 875 Arbitrage : Darren Drysdale |
| 16h00           |                                                   | Rapport               | 51e Coventry                                           | Roots Hall, Southend-on-Sea Spectateurs : 8 875 Arbitrage : Darren Drysdale | Roots Hall, Southend-on-Sea Spectateurs : 8 875 Arbitrage : Darren Drysdale |

| 2 novembre 2024 | Maidenhead United (5)                                                  | 1 - 2 ap              | Crawley Town (3)                |                                                                         |                                                                         |
| 16h00           | McCoulsky 64e                                                          | (0 - 0, 1 - 1, 1 - 1) | 90+5e Mullarkey · 116e Showunmi | York Road, Maidenhead Spectateurs : 1 814 Arbitrage : Stephen Parkinson | York Road, Maidenhead Spectateurs : 1 814 Arbitrage : Stephen Parkinson |
| 16h00           | Ferguson 90e · Latty-Fairweather 99e · de Havilland 100e · Pettit 114e | Rapport               | 90e Ibrahim                     | York Road, Maidenhead Spectateurs : 1 814 Arbitrage : Stephen Parkinson | York Road, Maidenhead Spectateurs : 1 814 Arbitrage : Stephen Parkinson |

| 2 novembre 2024 | Woking FC (5)                                      | 0 - 1   | Cambridge United (3)        |                                                                          |                                                                          |
| 16h00           |                                                    | (0 - 0) | 73e Brophy                  | Kingfield Stadium, Woking Spectateurs : 3 105 Arbitrage : Jamie O'Connor | Kingfield Stadium, Woking Spectateurs : 3 105 Arbitrage : Jamie O'Connor |
| 16h00           | Moss 16e · Lewis 22e · Conte 41e · Kelly-Evans 66e | Rapport | 42e Kachunga · 90+4e Andrew | Kingfield Stadium, Woking Spectateurs : 3 105 Arbitrage : Jamie O'Connor | Kingfield Stadium, Woking Spectateurs : 3 105 Arbitrage : Jamie O'Connor |

| 2 novembre 2024 | Gillingham FC (4) | 0 - 2   | Blackpool FC (3)                       |                                                                            |                                                                            |
| 16h00           |                   | (0 - 1) | 38e Carey · 90+4e Carey                | Priestfield Stadium, Gillingham Spectateurs : 4 403 Arbitrage : Carl Brook | Priestfield Stadium, Gillingham Spectateurs : 4 403 Arbitrage : Carl Brook |
| 16h00           |                   | Rapport | 34e Gabriel · 44e Finnigan · 78e Carey | Priestfield Stadium, Gillingham Spectateurs : 4 403 Arbitrage : Carl Brook | Priestfield Stadium, Gillingham Spectateurs : 4 403 Arbitrage : Carl Brook |

| 2 novembre 2024 | Tonbridge Angels (6)                    | 1 - 4   | Harborough Town (7)                                |                                                                       |                                                                       |
| 16h00           | Shields 90+5e                           | (0 - 1) | 41e Malone · 60e 72e Stephens · 87e Forbes         | Longmead Stadium, Tonbridge Spectateurs : 3 132 Arbitrage : Alan Dale | Longmead Stadium, Tonbridge Spectateurs : 3 132 Arbitrage : Alan Dale |
| 16h00           | Adigun 27e · Fielding 44e · Vincent 77e | Rapport | 3e Kennedy · 30e Starkie · 77e Cooper · 88e Forbes | Longmead Stadium, Tonbridge Spectateurs : 3 132 Arbitrage : Alan Dale | Longmead Stadium, Tonbridge Spectateurs : 3 132 Arbitrage : Alan Dale |

| 2 novembre 2024 | Newport County (4)               | 2 - 4   | Peterborough United (3)                  |                                                                      |                                                                      |
| 16h00           | Glennon 5e · Whitmore 7e         | (2 - 1) | 27e Odoh · 71e Randall · 89e 90+3e Jones | Rodney Parade, Newport Spectateurs : 2 941 Arbitrage : Rodney Parade | Rodney Parade, Newport Spectateurs : 2 941 Arbitrage : Rodney Parade |
| 16h00           | Baker-Richardson 51e · Baker 56e | Rapport |                                          | Rodney Parade, Newport Spectateurs : 2 941 Arbitrage : Rodney Parade | Rodney Parade, Newport Spectateurs : 2 941 Arbitrage : Rodney Parade |

| 2 novembre 2024 | Northampton Town (3)             | 1 - 2 ap              | Kettering Town (7)       |                                                                            |                                                                            |
| 17h30           | Johnson 28e (csc)                | (1 - 0, 1 - 1, 1 - 2) | 66e Miller · 92e Ranger  | Sixfields Stadium, Northampton Spectateurs : 7 104 Arbitrage : Elliot Bell | Sixfields Stadium, Northampton Spectateurs : 7 104 Arbitrage : Elliot Bell |
| 17h30           | Hondermarck 104e · Magloire 116e | Rapport               | 73e Johnson · 90e Powell | Sixfields Stadium, Northampton Spectateurs : 7 104 Arbitrage : Elliot Bell | Sixfields Stadium, Northampton Spectateurs : 7 104 Arbitrage : Elliot Bell |

| 3 novembre 2024 | Milton Keynes Dons (4)                                                                       | 0 - 2   | AFC Wimbledon (4)                                         |                                                                            |                                                                            |
| 13h30           |                                                                                              | (0 - 1) | 44e Stevens · 51e Bugiel                                  | Stadium MK, Milton Keynes Spectateurs : 10 419 Arbitrage : Matthew Corlett | Stadium MK, Milton Keynes Spectateurs : 10 419 Arbitrage : Matthew Corlett |
| 13h30           | Hogan 30e · Lemonheigh-Evans 38e, 71e · Thompson-Sommers 57e · Harrison 90+2e · Gilbey 90+5e | Rapport | 12e Neufville · 67e Hippolyte · 73e Stevens · 90+1e Lewis | Stadium MK, Milton Keynes Spectateurs : 10 419 Arbitrage : Matthew Corlett | Stadium MK, Milton Keynes Spectateurs : 10 419 Arbitrage : Matthew Corlett |

| 3 novembre 2024 | Sutton United (5)         | 0 - 1   | Birmingham City (3)                                    |                                                                        |                                                                        |
| 13h30           |                           | (0 - 1) | 34e Willumsson                                         | Gander Green Lane, Sutton Spectateurs : 4 804 Arbitrage : Ben Atkinson | Gander Green Lane, Sutton Spectateurs : 4 804 Arbitrage : Ben Atkinson |
| 13h30           | Sivi 10e · Barbrook 90+3e | Rapport | 15e Allsop · 57e Laird · 62e Anderson · 90+4e Cochrane | Gander Green Lane, Sutton Spectateurs : 4 804 Arbitrage : Ben Atkinson | Gander Green Lane, Sutton Spectateurs : 4 804 Arbitrage : Ben Atkinson |

| 3 novembre 2024 | Boreham Wood (6)             | 2 - 2 ap              | Leyton Orient (3)                          |                                                                       |                                                                       |
| 15h00           | Marsh 69e · O'Connell 85e    | (0 - 1, 2 - 2, 1 - 3) | 12e Perkins · 49e Agyei                    | Meadow Park, Borehamwood Spectateurs : 2 101 Arbitrage : James Durkin | Meadow Park, Borehamwood Spectateurs : 2 101 Arbitrage : James Durkin |
| 15h00           | Payne 22e                    | Rapport               | 53e, 102e Sweeney ·                        | Meadow Park, Borehamwood Spectateurs : 2 101 Arbitrage : James Durkin | Meadow Park, Borehamwood Spectateurs : 2 101 Arbitrage : James Durkin |
| 15h00           | Whelan · Bush · Hare · DIxon | Tirs au but           | Jaiyesimi · O' Neill · Pratley · Galbraith | Meadow Park, Borehamwood Spectateurs : 2 101 Arbitrage : James Durkin | Meadow Park, Borehamwood Spectateurs : 2 101 Arbitrage : James Durkin |

| 3 novembre 2024 | Curzon Ashton (6)                           | 0 - 4   | Mansfield Town (3)                                   |                                                                                    |                                                                                    |
| 15h00           |                                             | (0 - 2) | 16e (pen.) Akins · 30e Quinn · 73e Waine · 86e Quinn | Tameside Stadium, Ashton-under-Lyne Spectateurs : 2 553 Arbitrage : Thomas Parsons | Tameside Stadium, Ashton-under-Lyne Spectateurs : 2 553 Arbitrage : Thomas Parsons |
| 15h00           | Herrera Month 16e · Mahon 72e · Spencer 73e | Rapport | 23e Maris · 70e Quinn · 80e Oshilaja                 | Tameside Stadium, Ashton-under-Lyne Spectateurs : 2 553 Arbitrage : Thomas Parsons | Tameside Stadium, Ashton-under-Lyne Spectateurs : 2 553 Arbitrage : Thomas Parsons |

| 3 novembre 2024 | Harrogate Town (4) | 1 - 0   | Wrexham AFC (3)                       |                                                                           |                                                                           |
| 16h30           | Muldoon 24e        | (1 - 0) |                                       | Wetherby Road, Harrogate Spectateurs : 3 893 Arbitrage : Edward Duckworth | Wetherby Road, Harrogate Spectateurs : 3 893 Arbitrage : Edward Duckworth |
| 16h30           | March 61e          | Rapport | 67e Dobson · 74e McClean · 88e Mullin | Wetherby Road, Harrogate Spectateurs : 3 893 Arbitrage : Edward Duckworth | Wetherby Road, Harrogate Spectateurs : 3 893 Arbitrage : Edward Duckworth |

| 4 novembre 2024 | Chesham United (6) | 0 - 4   | Lincoln City (3)                                             |                                                                    |                                                                    |
| 20h15           |                    | (0 - 1) | 44e Moylan · 49e Makama · 65e McGrandles · 87e (csc) Adebiyi | The Meadow, Chesham Spectateurs : 3 963 Arbitrage : Alex Chilowicz | The Meadow, Chesham Spectateurs : 3 963 Arbitrage : Alex Chilowicz |
| 20h15           | Rapport            |         |                                                              | The Meadow, Chesham Spectateurs : 3 963 Arbitrage : Alex Chilowicz | The Meadow, Chesham Spectateurs : 3 963 Arbitrage : Alex Chilowicz |

#### Deuxième tour

##### Participants
Les 40 clubs qualifiés du premier tour s'affronte pour se qualifié pour le troisième tour (1/32 de finale).

Le tirage au sort a lieu le 3 novembre 2024.
| 29 novembre 2024 | Harrogate Town (4)        | 1 - 0   | Gainsborough Trinity (7)   |                                                                       |                                                                       |
| 20h45            | Cornelius 57e             | (0 - 0) |                            | Wetherby Road, Harrogate Spectateurs : 4 010 Arbitrage : Farai Hallam | Wetherby Road, Harrogate Spectateurs : 4 010 Arbitrage : Farai Hallam |
| 20h45            | Sims 54e · Falkingham 81e | Rapport | 52e Cogill · 63e Lancaster | Wetherby Road, Harrogate Spectateurs : 4 010 Arbitrage : Farai Hallam | Wetherby Road, Harrogate Spectateurs : 4 010 Arbitrage : Farai Hallam |

| 30 novembre 2024 | Wealdstone FC (5)              | 0 - 2   | Wycombe Wanderers (3)   |                                                                        |                                                                        |
| 12h30            |                                | (0 - 1) | 29e Lubala · 84e Kone   | Grosvenor Vale, Ruislip Spectateurs : 3 534 Arbitrage : Alex Chilowicz | Grosvenor Vale, Ruislip Spectateurs : 3 534 Arbitrage : Alex Chilowicz |
| 12h30            | Kretzschmar 80e · Mariappa 82e | Rapport | 50e Lubala · 90e Morley | Grosvenor Vale, Ruislip Spectateurs : 3 534 Arbitrage : Alex Chilowicz | Grosvenor Vale, Ruislip Spectateurs : 3 534 Arbitrage : Alex Chilowicz |

| 30 novembre 2024 | Walsall FC (6) | 0 - 4   | Charlton Athletic (3)                        |                                                                     |                                                                     |
| 16h00            |                | (0 - 2) | 16e 85e Ahadme · 28e Godden · 90+2e Campbell | Bescot Stadium, Walsall Spectateurs : 6 161 Arbitrage : Ollie Yates | Bescot Stadium, Walsall Spectateurs : 6 161 Arbitrage : Ollie Yates |
| 16h00            | Allen 57e      | Rapport | 51e Godden · 59e Hylton · 66e Edmonds-Green  | Bescot Stadium, Walsall Spectateurs : 6 161 Arbitrage : Ollie Yates | Bescot Stadium, Walsall Spectateurs : 6 161 Arbitrage : Ollie Yates |

| 30 novembre 2024 | Exeter City (3)            | 2 - 0   | Chesterfield FC (4) |                                                                   |                                                                   |
| 16h00            | Crama 45+2e · Magennis 69e | (1 - 0) |                     | St James Park, Exeter Spectateurs : 4 782 Arbitrage : Jacob Miles | St James Park, Exeter Spectateurs : 4 782 Arbitrage : Jacob Miles |
| 16h00            | Woods 47e · Francis 54e    | Rapport | 48e Oldaker         | St James Park, Exeter Spectateurs : 4 782 Arbitrage : Jacob Miles | St James Park, Exeter Spectateurs : 4 782 Arbitrage : Jacob Miles |

| 30 novembre 2024 | Leyton Orient (3)                 | 2 - 1 ap              | Oldham Athletic (5)                                                                           |                                                                   |                                                                   |
| 16h00            | Keeley 90+9e · Agyei 120+1e       | (0 - 0, 1 - 1, 1 - 1) | 47e Monthé                                                                                    | Brisbane Road, Londres Spectateurs : 6 078 Arbitrage : Alan Young | Brisbane Road, Londres Spectateurs : 6 078 Arbitrage : Alan Young |
| 16h00            | Ball 2e · Donley 85e · Brown 114e | Rapport               | 52e Norwood · 55e Ogle · 66e Fondop · 69e Hudson · 75e Kitching · 85e Caprice · 120+2e Garner | Brisbane Road, Londres Spectateurs : 6 078 Arbitrage : Alan Young | Brisbane Road, Londres Spectateurs : 6 078 Arbitrage : Alan Young |

| 30 novembre 2024 | Barnsley FC (3)                             | 0 - 0 ap 3 - 4 t. a. b. | Bristol Rovers (3)                     |                                                                        |                                                                        |
| 16h00            |                                             | (0 - 0, 0 - 0, 0 - 0)   |                                        | Oakwell Stadium, Barnsley Spectateurs : 4 801 Arbitrage : Scott Oldham | Oakwell Stadium, Barnsley Spectateurs : 4 801 Arbitrage : Scott Oldham |
| 16h00            | Rapport                                     |                         |                                        | Oakwell Stadium, Barnsley Spectateurs : 4 801 Arbitrage : Scott Oldham | Oakwell Stadium, Barnsley Spectateurs : 4 801 Arbitrage : Scott Oldham |
| 16h00            | Phillips · Cosgrove · Russell · Jaló · Earl | Tirs au but 3 - 4       | · Martin · Sotiriou · Sinclair · Forde | Oakwell Stadium, Barnsley Spectateurs : 4 801 Arbitrage : Scott Oldham | Oakwell Stadium, Barnsley Spectateurs : 4 801 Arbitrage : Scott Oldham |

| 30 novembre 2024 | Accrington Stanley (4)               | 2 - 2 ap 4 - 1 t. a. b. | Swindon Town (4)                 |                                                                           |                                                                           |
| 16h00            | Walton 17e 90+1e                     | (1 - 1, 2 - 2, 2 - 2)   | 45+2e Hall · 70e Joel Cotterill  | Crown Ground, Accrington Spectateurs : 1 534 Arbitrage : Geoff Eltringham | Crown Ground, Accrington Spectateurs : 1 534 Arbitrage : Geoff Eltringham |
| 16h00            | Conneely 117e                        | Rapport                 | 25e Kilkenny · 41e Butterworth · | Crown Ground, Accrington Spectateurs : 1 534 Arbitrage : Geoff Eltringham | Crown Ground, Accrington Spectateurs : 1 534 Arbitrage : Geoff Eltringham |
| 16h00            | Popoola · Knowles · Woods · Khumbeni | Tirs au but 4 - 1       | Drinan · Cotterill · Wright      | Crown Ground, Accrington Spectateurs : 1 534 Arbitrage : Geoff Eltringham | Crown Ground, Accrington Spectateurs : 1 534 Arbitrage : Geoff Eltringham |

| 30 novembre 2024 | Crawley Town (3)                     | 3 - 4   | Lincoln City (3)                                             |                                                                                |                                                                                |
| 16h00            | Roles 10e · Showunmi 13e · Kelly 82e | (2 - 2) | 19e O'Connor · 39e Makama · 47e Ring · 48e Jack MoylanMoylan | Broadfield Stadium, Crawley Spectateurs : 2 831 Arbitrage : Sunny Sukhvir Gill | Broadfield Stadium, Crawley Spectateurs : 2 831 Arbitrage : Sunny Sukhvir Gill |
| 16h00            | John-Jules 22e                       | Rapport | 90+5e Wickens                                                | Broadfield Stadium, Crawley Spectateurs : 2 831 Arbitrage : Sunny Sukhvir Gill | Broadfield Stadium, Crawley Spectateurs : 2 831 Arbitrage : Sunny Sukhvir Gill |

| 30 novembre 2024 | Stevenage FC (3)          | 0 - 1   | Mansfield Town (3) |                                                                     |                                                                     |
| 16h00            |                           | (0 - 0) | 48e McLaughlin     | Broadhall Way, Stevenage Spectateurs : 2 464 Arbitrage : Tom Reeves | Broadhall Way, Stevenage Spectateurs : 2 464 Arbitrage : Tom Reeves |
| 16h00            | Thompson 46e · Wildin 59e | Rapport | 33e Baccus         | Broadhall Way, Stevenage Spectateurs : 2 464 Arbitrage : Tom Reeves | Broadhall Way, Stevenage Spectateurs : 2 464 Arbitrage : Tom Reeves |

| 30 novembre 2024 | Peterborough United (3)                | 4 - 3   | Notts County (4)                     |                                                              |                                                              |
| 16h00            | Jones 10e 73e · Randall 77e · Odoh 87e | (1 - 2) | 13e Scott · 16e Platt · 90+6e Abbott | London Road Stadium, Peterborough Arbitrage : Ruebyn Ricardo | London Road Stadium, Peterborough Arbitrage : Ruebyn Ricardo |
| 16h00            |                                        | Rapport | 80e Austin · 90+8e Abbott            | London Road Stadium, Peterborough Arbitrage : Ruebyn Ricardo | London Road Stadium, Peterborough Arbitrage : Ruebyn Ricardo |

| 30 novembre 2024 | Stockport County (3)                  | 3 - 1   | Brackley Town (6)  |                                                                      |                                                                      |
| 16h00            | Collar 15e · Wootton 18e · Olaofe 86e | (2 - 0) | 55e (csc) Connolly | Edgeley Park, Stockport Spectateurs : 5 637 Arbitrage : Simon Mather | Edgeley Park, Stockport Spectateurs : 5 637 Arbitrage : Simon Mather |
| 16h00            | Rapport                               |         |                    | Edgeley Park, Stockport Spectateurs : 5 637 Arbitrage : Simon Mather | Edgeley Park, Stockport Spectateurs : 5 637 Arbitrage : Simon Mather |

| 30 novembre 2024 | Morecambe FC (4) | 1 - 0   | Bradford City (4)    |                                                                        |                                                                        |
| 16h00            | Slew 81e         | (0 - 0) |                      | Globe Arena, Morecambe Spectateurs : 3 101 Arbitrage : Seb Stockbridge | Globe Arena, Morecambe Spectateurs : 3 101 Arbitrage : Seb Stockbridge |
| 16h00            |                  | Rapport | 31e Benn · 77e Byrne | Globe Arena, Morecambe Spectateurs : 3 101 Arbitrage : Seb Stockbridge | Globe Arena, Morecambe Spectateurs : 3 101 Arbitrage : Seb Stockbridge |

| 30 novembre 2024 | Cambridge United (3)                 | 1 - 2 ap              | Wigan Athletic (3)        |                                                                             |                                                                             |
| 16h00            | Njoku 77e                            | (0 - 0, 1 - 1, 1 - 1) | 85e Aasgaard · 119e Smith | Abbey Stadium, Cambridge Spectateurs : 3 830 Arbitrage : Zac Kennard-Kettle | Abbey Stadium, Cambridge Spectateurs : 3 830 Arbitrage : Zac Kennard-Kettle |
| 16h00            | Loft 21e · Nlundulu 27e · Lavery 81e | Rapport               | 90e Asamoah               | Abbey Stadium, Cambridge Spectateurs : 3 830 Arbitrage : Zac Kennard-Kettle | Abbey Stadium, Cambridge Spectateurs : 3 830 Arbitrage : Zac Kennard-Kettle |

| 30 novembre 2024 | AFC Wimbledon (4)                         | 0 - 1   | Dagenham & Redbridge (5)                                                 |                                                                  |                                                                  |
| 20h15            | Stevens 53e                               | (0 - 1) | 35e Morias · 79e Rees                                                    | Plough Lane, Londres Spectateurs : 5 907 Arbitrage : Craig Hicks | Plough Lane, Londres Spectateurs : 5 907 Arbitrage : Craig Hicks |
| 20h15            | Harbottle 37e · Bugiel 89e · Tilley 90+2e | Rapport | 79e Rees · 84e Justham · 88e Woodhouse · 90+2e Umerah · 90+6e Rutherford | Plough Lane, Londres Spectateurs : 5 907 Arbitrage : Craig Hicks | Plough Lane, Londres Spectateurs : 5 907 Arbitrage : Craig Hicks |

| 1er décembre 2024 | Kettering Town (7) | 1 - 2 ap              | Doncaster Rovers (4)        |                                                                     |                                                                     |
| 13h00             | Noel-Williams 30e  | (1 - 0, 1 - 1, 1 - 2) | 75e 105e Sharp              | Latimer Park, Kettering Spectateurs : 2 803 Arbitrage : Ben Speedie | Latimer Park, Kettering Spectateurs : 2 803 Arbitrage : Ben Speedie |
| 13h00             | Sordell 109e       | Rapport               | 81e Hurst · 90+5e Broadbent | Latimer Park, Kettering Spectateurs : 2 803 Arbitrage : Ben Speedie | Latimer Park, Kettering Spectateurs : 2 803 Arbitrage : Ben Speedie |

| 1er décembre 2024 | Blackpool FC (3)                  | 1 - 2   | Birmingham City (3)                                  |                                                                      |                                                                      |
| 14h00             | Rhodes 55e                        | (0 - 2) | 6e Dykes · 24e Jutkiewicz                            | Bloomfield Road, Blackpool Spectateurs : 4 835 Arbitrage : Tom Nield | Bloomfield Road, Blackpool Spectateurs : 4 835 Arbitrage : Tom Nield |
| 14h00             | Husband 6e · Lawrence-Gabriel 82e | Rapport | 29e Sanderson · 33e Harris · 45e Leonard · 54e Dykes | Bloomfield Road, Blackpool Spectateurs : 4 835 Arbitrage : Tom Nield | Bloomfield Road, Blackpool Spectateurs : 4 835 Arbitrage : Tom Nield |

| 1er décembre 2024 | Burton Albion (3)                                                         | 1 - 1 ap 3 - 4 t. a. b. | Tamworth FC (5)                                                                      |                                                                                |                                                                                |
| 15h00             | Bennett 92e                                                               | (0 - 0, 0 - 0, 1 - 1)   | 94e Maher                                                                            | Pirelli Stadium, Burton upon Trent Spectateurs : 4 393 Arbitrage : Thomas Kirk | Pirelli Stadium, Burton upon Trent Spectateurs : 4 393 Arbitrage : Thomas Kirk |
| 15h00             | Godwin-Malife 41e · Armer 56e · Watt 64e · Larsson 90+8e · Whitfield 116e | Rapport                 | 25e Cullinane-Liburd · 52e Williams · 110e Fletcher · 118e Crompton · 120+2e Enoru · | Pirelli Stadium, Burton upon Trent Spectateurs : 4 393 Arbitrage : Thomas Kirk | Pirelli Stadium, Burton upon Trent Spectateurs : 4 393 Arbitrage : Thomas Kirk |
| 15h00             | Orsi-Dadomo · Bennett · Whitfield · Watt · Sweeney                        | Tirs au but 3 - 4       | Milnes · Fletcher · Crompton · Morrison · Hollis                                     | Pirelli Stadium, Burton upon Trent Spectateurs : 4 393 Arbitrage : Thomas Kirk | Pirelli Stadium, Burton upon Trent Spectateurs : 4 393 Arbitrage : Thomas Kirk |

| 1er décembre 2024 | Reading FC (3)                                          | 5 - 3                 | Harborough Town (7)                       |                                                                     |                                                                     |
| 15h00             | Camará 20e · Savage 59e · Akande 65e · Campbell 93e 96e | (1 - 2, 3 - 3, 5 - 3) | 18e Robinson · 21e O'Sullivan · 86e Tonge | Madejski Stadium, Reading Spectateurs : 7 916 Arbitrage : Tom Nield | Madejski Stadium, Reading Spectateurs : 7 916 Arbitrage : Tom Nield |
| 15h00             | Kanu 16e, 75e · Garcia 80e                              | Rapport               | 27e Sandro · 109e Malone                  | Madejski Stadium, Reading Spectateurs : 7 916 Arbitrage : Tom Nield | Madejski Stadium, Reading Spectateurs : 7 916 Arbitrage : Tom Nield |

| 1er décembre 2024 | Solihull Moors (5)                                  | 1 - 2   | Bromley FC (4)          |                                                  |                                                  |
| 16h15             | Wilkinson 12e                                       | (1 - 1) | 15e Sowunmi · 61e Imray | Damson Park, Solihull Arbitrage : Mathew Russell | Damson Park, Solihull Arbitrage : Mathew Russell |
| 16h15             | Tipton 52e · Howell 74e · Oakley 77e · Morrison 89e | Rapport |                         | Damson Park, Solihull Arbitrage : Mathew Russell | Damson Park, Solihull Arbitrage : Mathew Russell |

#### Troisième tour (1/32 de finale)

##### Participants
Les 20 clubs qualifiés du deuxième tour sont rejoints par les 20 clubs de Premier League et des 24 clubs de Championship qui entrent à ce tour.

Le tirage au sort a lieu le 2 décembre 2024 à Old Trafford stade du tenant du titre Manchester United.
| 9 janvier 2025 | Sheffield United (2) | 0 - 1   | Cardiff City (2) |                                                                      |                                                                      |
| 20h00          |                      | (0 - 1) | 19e Ashford      | Bramall Lane, Sheffield Spectateurs : 6 126 Arbitrage : Adam Herczeg | Bramall Lane, Sheffield Spectateurs : 6 126 Arbitrage : Adam Herczeg |
| 20h00          | Rapport              |         |                  | Bramall Lane, Sheffield Spectateurs : 6 126 Arbitrage : Adam Herczeg | Bramall Lane, Sheffield Spectateurs : 6 126 Arbitrage : Adam Herczeg |

| 9 janvier 2025 | Fulham FC (1)                                         | 4 - 1   | Watford FC (2) |                                                                       |                                                                       |
| 20h45          | Muniz 26e · Jiménez 49e · Andersen 65e · Castagne 85e | (1 - 1) | 33e Vata       | Craven Cottage, Londres Spectateurs : 15 981 Arbitrage : Matt Donohue | Craven Cottage, Londres Spectateurs : 15 981 Arbitrage : Matt Donohue |
| 20h45          | Cuenca 38e                                            | Rapport | 8e Kayembe     | Craven Cottage, Londres Spectateurs : 15 981 Arbitrage : Matt Donohue | Craven Cottage, Londres Spectateurs : 15 981 Arbitrage : Matt Donohue |

| 9 janvier 2025 | Everton FC (1)                 | 2 - 0   | Peterborough United (3) |                                                                          |                                                                          |
| 20h45          | Beto 42e · Ndiaye 90+8e (pen.) | (1 - 0) |                         | Goodison Park, Liverpool Spectateurs : 38 895 Arbitrage : Thomas Bramall | Goodison Park, Liverpool Spectateurs : 38 895 Arbitrage : Thomas Bramall |
| 20h45          | Beto 65e                       | Rapport |                         | Goodison Park, Liverpool Spectateurs : 38 895 Arbitrage : Thomas Bramall | Goodison Park, Liverpool Spectateurs : 38 895 Arbitrage : Thomas Bramall |

| 10 janvier 2025 | Wycombe Wanderers (3)    | 2 - 0   | Portsmouth FC (2)         |                                                                     |                                                                     |
| 20h45           | Hanlan 17e · Bradley 27e | (2 - 0) |                           | Adams Park, High Wycombe Spectateurs : 5 240 Arbitrage : Tom Reeves | Adams Park, High Wycombe Spectateurs : 5 240 Arbitrage : Tom Reeves |
| 20h45           | Harvie 63e               | Rapport | 63e Saydee · 90+3e Devlin | Adams Park, High Wycombe Spectateurs : 5 240 Arbitrage : Tom Reeves | Adams Park, High Wycombe Spectateurs : 5 240 Arbitrage : Tom Reeves |

| 10 janvier 2025 | Aston Villa (1)        | 2 - 1   | West Ham United (1) |                                                                      |                                                                      |
| 21h00           | Onana 71e · Rogers 76e | (0 - 1) | 9e Paquetá          | Villa Park, Birmingham Spectateurs : 40 989 Arbitrage : Tim Robinson | Villa Park, Birmingham Spectateurs : 40 989 Arbitrage : Tim Robinson |
| 21h00           | Rogers 57e             | Rapport | 29e Kudus           | Villa Park, Birmingham Spectateurs : 40 989 Arbitrage : Tim Robinson | Villa Park, Birmingham Spectateurs : 40 989 Arbitrage : Tim Robinson |

| 11 janvier 2025 | Birmingham City (3)      | 2 - 1   | Lincoln City (3)  |                                                                     |                                                                     |
| 13h00           | Yokoyama 1re · Dykes 77e | (1 - 0) | 90e (pen.) Makama | St Andrew's, Birmingham Spectateurs : 17 032 Arbitrage : Martin Coy | St Andrew's, Birmingham Spectateurs : 17 032 Arbitrage : Martin Coy |
| 13h00           |                          | Rapport | 83e Montsma       | St Andrew's, Birmingham Spectateurs : 17 032 Arbitrage : Martin Coy | St Andrew's, Birmingham Spectateurs : 17 032 Arbitrage : Martin Coy |

| 11 janvier 2025 | Bristol City (3) | 1 - 2   | Wolverhampton Wanderers (1) |                                                                            |                                                                            |
| 13h00           | Twine 45+1e      | (1 - 2) | 10e Aït-Nouri · 21e Gomes   | Ashton Gate Stadium, Bristol Spectateurs : 23 485 Arbitrage : Robert Jones | Ashton Gate Stadium, Bristol Spectateurs : 23 485 Arbitrage : Robert Jones |
| 13h00           | McGuane 29e      | Rapport |                             | Ashton Gate Stadium, Bristol Spectateurs : 23 485 Arbitrage : Robert Jones | Ashton Gate Stadium, Bristol Spectateurs : 23 485 Arbitrage : Robert Jones |

| 11 janvier 2025 | Middlesbrough FC (2) | 0 - 1   | Blackburn Rovers (2) |                                                                                   |                                                                                   |
| 13h00           |                      | (0 - 0) | 70e Weimann          | Riverside Stadium, Middlesbrough Spectateurs : 16 794 Arbitrage : Dean Whitestone | Riverside Stadium, Middlesbrough Spectateurs : 16 794 Arbitrage : Dean Whitestone |
| 13h00           | McCabe 47e           | Rapport |                      | Riverside Stadium, Middlesbrough Spectateurs : 16 794 Arbitrage : Dean Whitestone | Riverside Stadium, Middlesbrough Spectateurs : 16 794 Arbitrage : Dean Whitestone |

| 11 janvier 2025 | Liverpool FC (1)                                         | 4 - 0   | Accrington Stanley (4) |                                                                 |                                                                 |
| 13h15           | Jota 29e · Alexander-Arnold 45e · Danns 76e · Chiesa 90e | (2 - 0) |                        | Anfield, Liverpool Spectateurs : 60 261 Arbitrage : Lewis Smith | Anfield, Liverpool Spectateurs : 60 261 Arbitrage : Lewis Smith |
| 13h15           |                                                          | Rapport | 58e Henderson          | Anfield, Liverpool Spectateurs : 60 261 Arbitrage : Lewis Smith | Anfield, Liverpool Spectateurs : 60 261 Arbitrage : Lewis Smith |

| 11 janvier 2025 | Leicester City (1)                                                                     | 6 - 2   | Queens Park Rangers (2)  |                                                                           |                                                                           |
| 15h00           | Justin 8e · Mavididi 35e · Buonanotte 38e · Vardy 51e (pen.) · Justin 63e · Faes 90+3e | (3 - 2) | 18e Varane · 45+2e Kolli | King Power Stadium, Leicester Spectateurs : 28 242 Arbitrage : David Webb | King Power Stadium, Leicester Spectateurs : 28 242 Arbitrage : David Webb |
| 15h00           | Rapport                                                                                |         |                          | King Power Stadium, Leicester Spectateurs : 28 242 Arbitrage : David Webb | King Power Stadium, Leicester Spectateurs : 28 242 Arbitrage : David Webb |

| 11 janvier 2025 | AFC Bournemouth (1)                                            | 5 - 1   | West Bromwich Albion (2)                 |                                                |                                                |
| 16h00           | Kluivert 27e · Ouattara 34e 44e · Semenyo 47e · Jebbison 90+2e | (3 - 1) | 14e Taylor                               | Dean Court, Bournemouth Arbitrage : John Busby | Dean Court, Bournemouth Arbitrage : John Busby |
| 16h00           | Semenyo 60e                                                    | Rapport | 18e Holgate · 45+1e Taylor · 61e Furlong | Dean Court, Bournemouth Arbitrage : John Busby | Dean Court, Bournemouth Arbitrage : John Busby |

| 11 janvier 2025 | Brentford FC (1) | 0 - 1   | Plymouth Argyle (2) |                                                                               |                                                                               |
| 16h00           |                  | (0 - 0) | 82e Whittaker       | Gtech Community Stadium, Brentford Spectateurs : 16 790 Arbitrage : Ben Toner | Gtech Community Stadium, Brentford Spectateurs : 16 790 Arbitrage : Ben Toner |
| 16h00           | Rapport          |         |                     | Gtech Community Stadium, Brentford Spectateurs : 16 790 Arbitrage : Ben Toner | Gtech Community Stadium, Brentford Spectateurs : 16 790 Arbitrage : Ben Toner |

| 11 janvier 2025 | Chelsea FC (1)                                  | 5 - 0   | Morecambe FC (4) |                                                                          |                                                                          |
| 16h00           | Adarabioyo 39e 70e · Nkunku 50e · Félix 75e 77e | (1 - 0) |                  | Stamford Bridge, Londres Spectateurs : 38 998 Arbitrage : Andrew Kitchen | Stamford Bridge, Londres Spectateurs : 38 998 Arbitrage : Andrew Kitchen |
| 16h00           | Rapport                                         |         |                  | Stamford Bridge, Londres Spectateurs : 38 998 Arbitrage : Andrew Kitchen | Stamford Bridge, Londres Spectateurs : 38 998 Arbitrage : Andrew Kitchen |

| 11 janvier 2025 | Exeter City (3)               | 3 - 1   | Oxford United (2)                                         |                                                                       |                                                                       |
| 16h00           | Mitchell 22e 40e · Harper 64e | (2 - 1) | 14e Phillips                                              | Saint James Park, Exeter Spectateurs : 6 149 Arbitrage : Scott Oldham | Saint James Park, Exeter Spectateurs : 6 149 Arbitrage : Scott Oldham |
| 16h00           | Richards 82e                  | Rapport | 71e Scarlett · 82e Goodrham · 85e Sibley · 90+5e Ferdinan | Saint James Park, Exeter Spectateurs : 6 149 Arbitrage : Scott Oldham | Saint James Park, Exeter Spectateurs : 6 149 Arbitrage : Scott Oldham |

| 11 janvier 2025 | Norwich City (2) | 0 - 4   | Brighton & Hove Albion (1)                |                                                                    |                                                                    |
| 16h00           |                  | (0 - 2) | 37e 45+2e Rutter · 59e Enciso · 74e March | Carrow Road, Norwich Spectateurs : 24 738 Arbitrage : Simon Hooper | Carrow Road, Norwich Spectateurs : 24 738 Arbitrage : Simon Hooper |
| 16h00           | Rapport          |         |                                           | Carrow Road, Norwich Spectateurs : 24 738 Arbitrage : Simon Hooper | Carrow Road, Norwich Spectateurs : 24 738 Arbitrage : Simon Hooper |

| 11 janvier 2025 | Nottingham Forest (1) | 2 - 0   | Luton Town (2) |                                                                         |                                                                         |
| 16h00           | Yates 40e · Sosa 68e  | (1 - 0) |                | City Ground, Nottingham Spectateurs : 29 445 Arbitrage : Darren England | City Ground, Nottingham Spectateurs : 29 445 Arbitrage : Darren England |
| 16h00           | Rapport               |         |                | City Ground, Nottingham Spectateurs : 29 445 Arbitrage : Darren England | City Ground, Nottingham Spectateurs : 29 445 Arbitrage : Darren England |

| 11 janvier 2025 | Reading FC (3) | 1 - 3 ap              | Burnley FC (2)                  |                                                                       |                                                                       |
| 16h00           | Wing 77e       | (0 - 0, 1 - 1, 1 - 2) | 71e Foster · 100e 109e Flemming | Madejski Stadium, Reading Spectateurs : 7 039 Arbitrage : Andy Davies | Madejski Stadium, Reading Spectateurs : 7 039 Arbitrage : Andy Davies |
| 16h00           |                | Rapport               | 53e Rodriguez                   | Madejski Stadium, Reading Spectateurs : 7 039 Arbitrage : Andy Davies | Madejski Stadium, Reading Spectateurs : 7 039 Arbitrage : Andy Davies |

| 11 janvier 2025 | Sunderland AFC (2) | 1 - 2 ap              | Stoke City (2)                                     |                                                                           |                                                                           |
| 16h00           | Aleksić 64e        | (0 - 1, 1 - 1, 1 - 1) | 4e (pen.) Cannon · 112e Ennis                      | Stadium of Light, Sunderland Spectateurs : 15 774 Arbitrage : Elliot Bell | Stadium of Light, Sunderland Spectateurs : 15 774 Arbitrage : Elliot Bell |
| 16h00           | Rigg 23e           | Rapport               | 63e Baker · 72e Moran · 93e Burger · 99e Tchamadeu | Stadium of Light, Sunderland Spectateurs : 15 774 Arbitrage : Elliot Bell | Stadium of Light, Sunderland Spectateurs : 15 774 Arbitrage : Elliot Bell |

| 11 janvier 2025 | Leeds United (2)              | 1 - 0   | Harrogate Town (4)       |                                                                |                                                                |
| 18h45           | Ramazani 59e                  | (0 - 0) |                          | Elland Road, Leeds Spectateurs : 35 584 Arbitrage : James Bell | Elland Road, Leeds Spectateurs : 35 584 Arbitrage : James Bell |
| 18h45           | Guilavogui 64e · Ramazani 80e | Rapport | 21e Morris · 83e Burrell | Elland Road, Leeds Spectateurs : 35 584 Arbitrage : James Bell | Elland Road, Leeds Spectateurs : 35 584 Arbitrage : James Bell |

| 11 janvier 2025 | Manchester City (1)                                                                       | 8 - 0   | Salford City (4)        |                                                   |                                                   |
| 18h45           | Doku 8e 69e (pen.) · Mubama 20e · O'Reilly 43e · Grealish 49e (pen.) · McAtee 62e 72e 81e | (3 - 0) |                         | Etihad Stadium, Manchester Arbitrage : Josh Smith | Etihad Stadium, Manchester Arbitrage : Josh Smith |
| 18h45           |                                                                                           | Rapport | 21e Shephard · 60e Tilt | Etihad Stadium, Manchester Arbitrage : Josh Smith | Etihad Stadium, Manchester Arbitrage : Josh Smith |

| 11 janvier 2025 | Coventry City (2)                                | 1 - 1 ap 4 - 3 t. a. b. | Sheffield Wednesday (2)                     |                                                                                        |                                                                                        |
| 19h00           | Kitching 26e                                     | (1 - 0, 1 - 1, 1 - 1)   | 90+3e Musaba                                | Coventry Building Society Arena, Coventry Spectateurs : 20 906 Arbitrage : Thomas Kirk | Coventry Building Society Arena, Coventry Spectateurs : 20 906 Arbitrage : Thomas Kirk |
| 19h00           | Rudoni 6e · Allen 82e · Thomas 98e · Eccles 104e | Rapport                 | 84e Kobacki ·                               | Coventry Building Society Arena, Coventry Spectateurs : 20 906 Arbitrage : Thomas Kirk | Coventry Building Society Arena, Coventry Spectateurs : 20 906 Arbitrage : Thomas Kirk |
| 19h00           | Torp · Bidwell · Eccles · Rudoni · Bassette      | Tirs au but 4 - 3       | Windass · Bannan · Lowe · Charles · Kobacki | Coventry Building Society Arena, Coventry Spectateurs : 20 906 Arbitrage : Thomas Kirk | Coventry Building Society Arena, Coventry Spectateurs : 20 906 Arbitrage : Thomas Kirk |

| 12 janvier 2025 | Hull City (2)                                         | 1 - 1 ap 4 - 5 t. a. b. | Doncaster Rovers (4)                                                                              |                                                                                     |                                                                                     |
| 13h00           | Puerta 80e                                            | (0 - 0, 1 - 1, 1 - 1)   | 51e Molyneux                                                                                      | MKM Stadium, Kingston upon Hull Spectateurs : 10 032 Arbitrage : Sunny Sukhvir Gill | MKM Stadium, Kingston upon Hull Spectateurs : 10 032 Arbitrage : Sunny Sukhvir Gill |
| 13h00           | Giles 55e · Rushworth 126e                            | Rapport                 | 36e Olowu · 45e McGrath · 57e Sbarra · 65e Clifton · 78e Bailey · 83e Sharman-Lowe · 89e Sterry · | MKM Stadium, Kingston upon Hull Spectateurs : 10 032 Arbitrage : Sunny Sukhvir Gill | MKM Stadium, Kingston upon Hull Spectateurs : 10 032 Arbitrage : Sunny Sukhvir Gill |
| 13h00           | Pedro · McLoughlin · Coyle · Slater · Burstow · Jones | Tirs au but 4 - 5       | Ironside · Sterry · Gibson · Close · Molyneux · Clifton                                           | MKM Stadium, Kingston upon Hull Spectateurs : 10 032 Arbitrage : Sunny Sukhvir Gill | MKM Stadium, Kingston upon Hull Spectateurs : 10 032 Arbitrage : Sunny Sukhvir Gill |

| 12 janvier 2025 | Tamworth FC (5)                                           | 0 - 3 ap              | Tottenham Hotspur (1)                                |                                                    |                                                    |
| 13h30           |                                                           | (0 - 0, 0 - 0, 0 - 1) | 101e (csc) Tshikuna · 107e Kulusevski · 118e Johnson | The Lamb Ground, Tamworth Arbitrage : Peter Bankes | The Lamb Ground, Tamworth Arbitrage : Peter Bankes |
| 13h30           | Creaney 60e · Tonks 83e · McGlinchey 90+5e · Williams 92e | Rapport               | 60e Drăgușin · 76e Porro                             | The Lamb Ground, Tamworth Arbitrage : Peter Bankes | The Lamb Ground, Tamworth Arbitrage : Peter Bankes |

| 12 janvier 2025 | Arsenal FC (1)                     | 1 - 1 ap 3 - 5 t. a. b. | Manchester United (1)                                                      |                                                                        |                                                                        |
| 16h00           | Gabriel 63e                        | (0 - 0, 1 - 1, 1 - 1)   | 52e Fernandes                                                              | Emirates Stadium, Londres Spectateurs : 60 109 Arbitrage : Andy Madley | Emirates Stadium, Londres Spectateurs : 60 109 Arbitrage : Andy Madley |
| 16h00           | Gabriel 70e · Havertz 72e          | Rapport                 | 29e Martínez · 38e Fernandes · 49e, 61e Dalot · 56e Mainoo · 70e Maguire · | Emirates Stadium, Londres Spectateurs : 60 109 Arbitrage : Andy Madley | Emirates Stadium, Londres Spectateurs : 60 109 Arbitrage : Andy Madley |
| 16h00           | Ødegaard · Havertz · Rice · Partey | Tirs au but 3 - 5       | Fernandes · Diallo · Yoro · Martínez · Zirkzee                             | Emirates Stadium, Londres Spectateurs : 60 109 Arbitrage : Andy Madley | Emirates Stadium, Londres Spectateurs : 60 109 Arbitrage : Andy Madley |

| 12 janvier 2025 | Crystal Palace (1) | 1 - 0   | Stockport County (3)                   |                                                                        |                                                                        |
| 16h00           | Eze 4e             | (1 - 0) |                                        | Selhurst Park, Londres Spectateurs : 21 104 Arbitrage : Stuart Attwell | Selhurst Park, Londres Spectateurs : 21 104 Arbitrage : Stuart Attwell |
| 16h00           | Muñoz 90+4e        | Rapport | 60e Touray · 76e Knoyle · 89e Connolly | Selhurst Park, Londres Spectateurs : 21 104 Arbitrage : Stuart Attwell | Selhurst Park, Londres Spectateurs : 21 104 Arbitrage : Stuart Attwell |

| 12 janvier 2025 | Ipswich Town (1)                       | 3 - 0   | Bristol Rovers (3) |                                                                        |                                                                        |
| 16h00           | Phillips 18e · Clarke 24e · Taylor 37e | (3 - 0) |                    | Portman Road, Ipswich Spectateurs : 27 678 Arbitrage : Oliver Langford | Portman Road, Ipswich Spectateurs : 27 678 Arbitrage : Oliver Langford |
| 16h00           |                                        | Rapport | 90+1e Ward         | Portman Road, Ipswich Spectateurs : 27 678 Arbitrage : Oliver Langford | Portman Road, Ipswich Spectateurs : 27 678 Arbitrage : Oliver Langford |

| 12 janvier 2025 | Newcastle United (1)                      | 3 - 1   | Bromley FC (4) |                                                                                  |                                                                                  |
| 16h00           | Miley 16e · Gordon 49e (pen.) · Osula 61e | (1 - 1) | 8e Congreve    | St James' Park, Newcastle upon Tyne Spectateurs : 52 088 Arbitrage : Will Finnie | St James' Park, Newcastle upon Tyne Spectateurs : 52 088 Arbitrage : Will Finnie |
| 16h00           | Rapport                                   |         |                | St James' Park, Newcastle upon Tyne Spectateurs : 52 088 Arbitrage : Will Finnie | St James' Park, Newcastle upon Tyne Spectateurs : 52 088 Arbitrage : Will Finnie |

| 12 janvier 2025 | Southampton FC (1)             | 3 - 0   | Swansea City (2)       |                                                                                 |                                                                                 |
| 17h30           | Sulemana 20e · Dibling 35e 65e | (2 - 0) |                        | St Mary's Stadium, Southampton Spectateurs : 12 120 Arbitrage : Tony Harrington | St Mary's Stadium, Southampton Spectateurs : 12 120 Arbitrage : Tony Harrington |
| 17h30           | Manning 90+2e                  | Rapport | 60e Grimes · 78e Allen | St Mary's Stadium, Southampton Spectateurs : 12 120 Arbitrage : Tony Harrington | St Mary's Stadium, Southampton Spectateurs : 12 120 Arbitrage : Tony Harrington |

| 13 janvier 2025 | Millwall FC (2)                                    | 3 - 0   | Dagenham & Redbridge (5) |                                                                |                                                                |
| 20h30           | Ivanović 30e · De Norre 70e · Bangura-Williams 85e | (1 - 0) |                          | The Den, Londres Spectateurs : 5 625 Arbitrage : Robert Madley | The Den, Londres Spectateurs : 5 625 Arbitrage : Robert Madley |
| 20h30           |                                                    | Rapport | 15e Rees                 | The Den, Londres Spectateurs : 5 625 Arbitrage : Robert Madley | The Den, Londres Spectateurs : 5 625 Arbitrage : Robert Madley |

| 14 janvier 2025 | Leyton Orient (3)                                 | 1 - 1 ap 6 - 5 t. a. b. | Derby County (2)                                            |                                                                    |                                                                    |
| 20h45           | Kelman 20e                                        | (1 - 1, 1 - 1, 1 - 1)   | 24e Brown                                                   | Brisbane Road, Londres Spectateurs : 8 279 Arbitrage : Ben Speedie | Brisbane Road, Londres Spectateurs : 8 279 Arbitrage : Ben Speedie |
| 20h45           | Pratley 43e · Donley 74e · Clare 90+2e, 113e      | Rapport                 | 84e Adams ·                                                 | Brisbane Road, Londres Spectateurs : 8 279 Arbitrage : Ben Speedie | Brisbane Road, Londres Spectateurs : 8 279 Arbitrage : Ben Speedie |
| 20h45           | Donley · James · Brown · Cooper · Kelman · Obiero | Tirs au but 6 - 5       | Collins · Goudmijn · Harness · Jackson · Barkhuizen · Elder | Brisbane Road, Londres Spectateurs : 8 279 Arbitrage : Ben Speedie | Brisbane Road, Londres Spectateurs : 8 279 Arbitrage : Ben Speedie |

| 14 janvier 2025 | Mansfield Town (3)      | 0 - 2   | Wigan Athletic (3) |                                                                      |                                                                      |
| 20h45           |                         | (0 - 0) | 48e 54e Aasgaard   | Field Mill, Mansfield Spectateurs : 4 523 Arbitrage : Alex Chilowicz | Field Mill, Mansfield Spectateurs : 4 523 Arbitrage : Alex Chilowicz |
| 20h45           | Gregory 45e · Akins 85e | Rapport |                    | Field Mill, Mansfield Spectateurs : 4 523 Arbitrage : Alex Chilowicz | Field Mill, Mansfield Spectateurs : 4 523 Arbitrage : Alex Chilowicz |

| 14 janvier 2025 | Preston North End (2) | 2 - 1   | Charlton Athletic (3) |                                                                  |                                                                  |
| 20h45           | Osmajić 23e 47e       | (1 - 1) | 40e Berry             | Deepdale, Preston Spectateurs : 7 734 Arbitrage : Ruebyn Ricardo | Deepdale, Preston Spectateurs : 7 734 Arbitrage : Ruebyn Ricardo |
| 20h45           | Gibson 65e            | Rapport | 18e Jones             | Deepdale, Preston Spectateurs : 7 734 Arbitrage : Ruebyn Ricardo | Deepdale, Preston Spectateurs : 7 734 Arbitrage : Ruebyn Ricardo |

#### Quatrième tour (1/16 de finale)

##### Participants
Le tirage au sort a lieu le 12 janvier 2025.

##### Rencontres
| 7 février 2025 | Manchester United (1)       | 2 - 1   | Leicester City (1)  |                                                                             |                                                                             |
| 21h00          | Zirkzee 68e · Maguire 90+3e | (0 - 1) | 42e De Cordova-Reid | Old Trafford, Manchester Spectateurs : 73 693 Arbitrage : Michael Salisbury | Old Trafford, Manchester Spectateurs : 73 693 Arbitrage : Michael Salisbury |
| 21h00          | Ugarte 84e                  | Rapport |                     | Old Trafford, Manchester Spectateurs : 73 693 Arbitrage : Michael Salisbury | Old Trafford, Manchester Spectateurs : 73 693 Arbitrage : Michael Salisbury |

| 8 février 2025 | Leeds United (2) | 0 - 2   | Millwall FC (2)             |                                                                |                                                                |
| 13h15          |                  | (0 - 1) | 30e 55e Azeez               | Elland Road, Leeds Spectateurs : 34 923 Arbitrage : Gavin Ward | Elland Road, Leeds Spectateurs : 34 923 Arbitrage : Gavin Ward |
| 13h15          | Guilavogui 39e   | Rapport | 86e Tanganga · 90e De Norre | Elland Road, Leeds Spectateurs : 34 923 Arbitrage : Gavin Ward | Elland Road, Leeds Spectateurs : 34 923 Arbitrage : Gavin Ward |

| 8 février 2025 | Leyton Orient (3)       | 1 - 2   | Manchester City (1)          |                                                                    |                                                                    |
| 13h15          | Ortega 16e (csc)        | (1 - 0) | 56e Khusanov · 79e De Bruyne | Brisbane Road, Londres Spectateurs : 8 749 Arbitrage : Darren Bond | Brisbane Road, Londres Spectateurs : 8 749 Arbitrage : Darren Bond |
| 13h15          | Cooper 77e · Obiero 88e | Rapport | 42e McAtee                   | Brisbane Road, Londres Spectateurs : 8 749 Arbitrage : Darren Bond | Brisbane Road, Londres Spectateurs : 8 749 Arbitrage : Darren Bond |

| 8 février 2025 | Preston North End (2)                                 | 0 - 0 ap 4 - 2 t. a. b. | Wycombe Wanderers (3)           |                                                                |                                                                |
| 16h00          |                                                       | (0 - 0, 0 - 0, 0 - 0)   |                                 | Deepdale, Preston Spectateurs : 10 444 Arbitrage : Ben Speedie | Deepdale, Preston Spectateurs : 10 444 Arbitrage : Ben Speedie |
| 16h00          | Osmajić 45e · Ledson 90+4e                            | Rapport                 | 26e Onyedinma · 110e Bakinson · | Deepdale, Preston Spectateurs : 10 444 Arbitrage : Ben Speedie | Deepdale, Preston Spectateurs : 10 444 Arbitrage : Ben Speedie |
| 16h00          | Greenwood · Osmajić · Frøkjær-Jensen · McCann · Evans | Tirs au but 4 - 2       | Lubala · Udoh · Reach · Scowen  | Deepdale, Preston Spectateurs : 10 444 Arbitrage : Ben Speedie | Deepdale, Preston Spectateurs : 10 444 Arbitrage : Ben Speedie |

| 8 février 2025 | Coventry City (2) | 1 - 4   | Ipswich Town (1)                                 |                                                                                      |                                                                                      |
| 16h00          | Latibeaudiere 8e  | (1 - 3) | 2e (pen.) Hirst · 28e 37e Clarke · 63e Philogene | Coventry Building Society Arena, Coventry Spectateurs : 30 055 Arbitrage : Ben Toner | Coventry Building Society Arena, Coventry Spectateurs : 30 055 Arbitrage : Ben Toner |
| 16h00          | Rapport           |         |                                                  | Coventry Building Society Arena, Coventry Spectateurs : 30 055 Arbitrage : Ben Toner | Coventry Building Society Arena, Coventry Spectateurs : 30 055 Arbitrage : Ben Toner |

| 8 février 2025 | Wigan Athletic (3)       | 1 - 2   | Fulham FC (1) |                                                               |                                                               |
| 16h00          | Smith 50e                | (0 - 1) | 23e 55e Muniz | DW Stadium, Wigan Spectateurs : 12 281 Arbitrage : David Webb | DW Stadium, Wigan Spectateurs : 12 281 Arbitrage : David Webb |
| 16h00          | Robinson 7e · McHugh 78e | Rapport |               | DW Stadium, Wigan Spectateurs : 12 281 Arbitrage : David Webb | DW Stadium, Wigan Spectateurs : 12 281 Arbitrage : David Webb |

| 8 février 2025 | Everton FC (1) | 0 - 2   | AFC Bournemouth (1)                                   |                                                  |                                                  |
| 16h00          |                | (0 - 2) | 23e (pen.) Semenyo · 43e Jebbison                     | Goodison Park, Liverpool Arbitrage : John Brooks | Goodison Park, Liverpool Arbitrage : John Brooks |
| 16h00          | Ndiaye 87e     | Rapport | 63e Adams · 79e Kerkez · 90+1e Huijsen · 90+3e Brooks | Goodison Park, Liverpool Arbitrage : John Brooks | Goodison Park, Liverpool Arbitrage : John Brooks |

| 8 février 2025 | Southampton FC (1)      | 0 - 1   | Burnley FC (2) |                                                                             |                                                                             |
| 16h00          |                         | (0 - 0) | 77e Edwards    | St Mary's Stadium, Southampton Spectateurs : 15 253 Arbitrage : Will Finnie | St Mary's Stadium, Southampton Spectateurs : 15 253 Arbitrage : Will Finnie |
| 16h00          | Sulemana 51e · Bree 83e | Rapport | 74e Worall     | St Mary's Stadium, Southampton Spectateurs : 15 253 Arbitrage : Will Finnie | St Mary's Stadium, Southampton Spectateurs : 15 253 Arbitrage : Will Finnie |

| 8 février 2025 | Stoke City (2)                    | 3 - 3 ap 2 - 4 t. a. b. | Cardiff City (2)                              |                                                                             |                                                                             |
| 16h00          | Koumas 42e 46e · Baker 57e (pen.) | (1 - 2, 3 - 3, 3 - 3)   | 8e 68e Colwill · 19e Salech                   | Bet365 Stadium, Stoke-on-Trent Spectateurs : 12 641 Arbitrage : Thomas Kirk | Bet365 Stadium, Stoke-on-Trent Spectateurs : 12 641 Arbitrage : Thomas Kirk |
| 16h00          | Gibson 90+7e                      | Rapport                 | 88e Colwill · 90+8e O'Dowda · 98e Fish ·      | Bet365 Stadium, Stoke-on-Trent Spectateurs : 12 641 Arbitrage : Thomas Kirk | Bet365 Stadium, Stoke-on-Trent Spectateurs : 12 641 Arbitrage : Thomas Kirk |
| 16h00          | Tezgel · Seko · Rose · Burger     | Tirs au but 2 - 4       | Ralls · Salech · Chambers · Willock · Colwill | Bet365 Stadium, Stoke-on-Trent Spectateurs : 12 641 Arbitrage : Thomas Kirk | Bet365 Stadium, Stoke-on-Trent Spectateurs : 12 641 Arbitrage : Thomas Kirk |

| 8 février 2025 | Birmingham City (3)                                           | 2 - 3   | Newcastle United (1)                 |                                                                       |                                                                       |
| 18h45          | Laird 1re · Iwata 40e                                         | (2 - 2) | 21e 82e Willock · 26e Wilson         | St Andrew's, Birmingham Spectateurs : 27 994 Arbitrage : Matt Donohue | St Andrew's, Birmingham Spectateurs : 27 994 Arbitrage : Matt Donohue |
| 18h45          | Anderson 45+3e · Stansfield 66e · Klarer 71e · Willumsson 75e | Rapport | 14e Burn · 45+3e Osula · 68e Willock | St Andrew's, Birmingham Spectateurs : 27 994 Arbitrage : Matt Donohue | St Andrew's, Birmingham Spectateurs : 27 994 Arbitrage : Matt Donohue |

| 8 février 2025 | Brighton & Hove Albion (1) | 2 - 1   | Chelsea FC (1)                  |                                                 |                                                 |
| 21h00          | Rutter 12e · Mitoma 57e    | (1 - 1) | 5e (csc) Verbruggen             | Falmer Stadium, Falmer Arbitrage : Matt Donohue | Falmer Stadium, Falmer Arbitrage : Matt Donohue |
| 21h00          | Rutter 20e · Veltman 27e   | Rapport | 14e Dewsbury-Hall · 68e Caicedo | Falmer Stadium, Falmer Arbitrage : Matt Donohue | Falmer Stadium, Falmer Arbitrage : Matt Donohue |

| 9 février 2025 | Blackburn Rovers (2)     | 0 - 2   | Wolverhampton Wanderers (1) |                                                                    |                                                                    |
| 13h30          |                          | (0 - 2) | 33e Gomes · 34e Cunha       | Ewood Park, Blackburn Spectateurs : 15 141 Arbitrage : Lewis Smith | Ewood Park, Blackburn Spectateurs : 15 141 Arbitrage : Lewis Smith |
| 13h30          | Buckley 16e · Kargbo 26e | Rapport | 17e Bueno                   | Ewood Park, Blackburn Spectateurs : 15 141 Arbitrage : Lewis Smith | Ewood Park, Blackburn Spectateurs : 15 141 Arbitrage : Lewis Smith |

| 9 février 2025 | Plymouth Argyle (2)                                      | 1 - 0   | Liverpool FC (1)       |                                                |                                                |
| 16h00          | Hardie 53e (pen.)                                        | (0 - 0) |                        | Home Park, Plymouth Arbitrage : Samuel Barrott | Home Park, Plymouth Arbitrage : Samuel Barrott |
| 16h00          | Bundu 70e · Sorinola 79e · Hazard 90e · Talovyerov 90+8e | Rapport | 18e Nyoni · 43e Mabaya | Home Park, Plymouth Arbitrage : Samuel Barrott | Home Park, Plymouth Arbitrage : Samuel Barrott |

| 9 février 2025 | Aston Villa (1)         | 2 - 1   | Tottenham Hotspur (1)                    |                                                   |                                                   |
| 18h35          | Ramsey 1re · Rogers 64e | (1 - 0) | 90+1e Tel                                | Villa Park, Birmingham Arbitrage : Anthony Taylor | Villa Park, Birmingham Arbitrage : Anthony Taylor |
| 18h35          |                         | Rapport | 60e Bentancur · 62e Bergvall · 80e Porro | Villa Park, Birmingham Arbitrage : Anthony Taylor | Villa Park, Birmingham Arbitrage : Anthony Taylor |

| 10 février 2025 | Doncaster Rovers (4) | 0 - 2   | Crystal Palace (1)      |                                                                           |                                                                           |
| 20h45           |                      | (0 - 1) | 31e Muñoz · 55e Devenny | Keepmoat Stadium, Doncaster Spectateurs : 12 739 Arbitrage : Farai Hallam | Keepmoat Stadium, Doncaster Spectateurs : 12 739 Arbitrage : Farai Hallam |
| 20h45           | Rapport              |         |                         | Keepmoat Stadium, Doncaster Spectateurs : 12 739 Arbitrage : Farai Hallam | Keepmoat Stadium, Doncaster Spectateurs : 12 739 Arbitrage : Farai Hallam |

| 11 février 2025 | Exeter City (3)                        | 2 - 2 2 - 4 t. a. b.  | Nottingham Forest (1)                    |                                                                         |                                                                         |
| 21h00           | Magennis 5e 50e                        | (1 - 2, 2 - 2, 2 - 2) | 15e Sosa · 37e Awoniyi                   | Saint James Park, Exeter Spectateurs : 8 330 Arbitrage : Andrew Kitchen | Saint James Park, Exeter Spectateurs : 8 330 Arbitrage : Andrew Kitchen |
| 21h00           | McMillan 38e · Turns 87e · Yogane 115e | Rapport               | 106e Williams ·                          | Saint James Park, Exeter Spectateurs : 8 330 Arbitrage : Andrew Kitchen | Saint James Park, Exeter Spectateurs : 8 330 Arbitrage : Andrew Kitchen |
| 21h00           | Magennis · Cole · MacDonald · Yogane   | Tirs au but 2 - 4     | Wood · Gibbs-White · Anderson · Williams | Saint James Park, Exeter Spectateurs : 8 330 Arbitrage : Andrew Kitchen | Saint James Park, Exeter Spectateurs : 8 330 Arbitrage : Andrew Kitchen |

#### Cinquième tour (1/8 de finale)

##### Participants
Le tirage au sort a lieu le 10 février 2025.

##### Rencontres
| 28 février 2025 | Aston Villa (1)  | 2 - 0   | Cardiff City (2) |                                                                      |                                                                      |
| 21h00           | Asensio 68e (80) | (0 - 0) |                  | Villa Park, Birmingham Spectateurs : 40 175 Arbitrage : Peter Bankes | Villa Park, Birmingham Spectateurs : 40 175 Arbitrage : Peter Bankes |
| 21h00           | Rapport          |         |                  | Villa Park, Birmingham Spectateurs : 40 175 Arbitrage : Peter Bankes | Villa Park, Birmingham Spectateurs : 40 175 Arbitrage : Peter Bankes |

| 1er mars 2025 | Preston North End (2)                   | 3 - 0   | Burnley FC (2) |                                                                |                                                                |
| 13h15         | Brady 31e · Osmajić 44e · Keane 73e     | (2 -0)  |                | Deepdale, Preston Spectateurs : 17 761 Arbitrage : John Brooks | Deepdale, Preston Spectateurs : 17 761 Arbitrage : John Brooks |
| 13h15         | Þórðarson 28e · Hayden 35e · Ledson 67e | Rapport | 30e Pires      | Deepdale, Preston Spectateurs : 17 761 Arbitrage : John Brooks | Deepdale, Preston Spectateurs : 17 761 Arbitrage : John Brooks |

| 1er mars 2025 | Crystal Palace (1)                           | 3 - 1   | Millwall FC (2)                                |                                                                        |                                                                        |
| 13h15         | Tanganga 33e (csc) · Muñoz 40e · Nketiah 81e | (2 - 1) | 58e Harding                                    | Selhurst Park, Londres Spectateurs : 21 263 Arbitrage : Michael Oliver | Selhurst Park, Londres Spectateurs : 21 263 Arbitrage : Michael Oliver |
| 13h15         |                                              | Rapport | 8e Roberts · 51e Bangura-Williams · 74e Cooper | Selhurst Park, Londres Spectateurs : 21 263 Arbitrage : Michael Oliver | Selhurst Park, Londres Spectateurs : 21 263 Arbitrage : Michael Oliver |

| 1er mars 2025 | AFC Bournemouth (1)                                                 | 1 - 1 ap 5 - 4 t. a. b. | Wolverhampton Wanderers (1)                                                                  |                                                                         |                                                                         |
| 16h00         | Evanilson 30e                                                       | (1 - 1, 1 - 1, 1 - 1)   | 60e Cunha                                                                                    | Dean Court, Bournemouth Spectateurs : 11 021 Arbitrage : Chris Kavanagh | Dean Court, Bournemouth Spectateurs : 11 021 Arbitrage : Chris Kavanagh |
| 16h00         | Huijsen 62e · Scott 79e · Kluivert 106e · Hill 113e · Kerkez 120+1e | Rapport                 | 32e Gomes · 64e Semedo · 74e Strand Larsen · 90+5e Aït-Nouri · 120e Cunha · 130e Johnstone · | Dean Court, Bournemouth Spectateurs : 11 021 Arbitrage : Chris Kavanagh | Dean Court, Bournemouth Spectateurs : 11 021 Arbitrage : Chris Kavanagh |
| 16h00         | Kluivert · Ouattara · Tavernier · Huijsen · Cook · Sinisterra       | Tirs au but 5 - 4       | Strand Larsen · Trindade · Aït-Nouri · Toti · Doherty · Traoré                               | Dean Court, Bournemouth Spectateurs : 11 021 Arbitrage : Chris Kavanagh | Dean Court, Bournemouth Spectateurs : 11 021 Arbitrage : Chris Kavanagh |

| 1er mars 2025 | Manchester City (1)                | 3 - 1   | Plymouth Argyle (2) |                                                                          |                                                                          |
| 18h45         | O'Reilly 45+1e 76e · De Bruyne 90e | (1 - 1) | 38e Talovyerov      | Etihad Stadium, Manchester Spectateurs : 50 044 Arbitrage : Craig Pawson | Etihad Stadium, Manchester Spectateurs : 50 044 Arbitrage : Craig Pawson |
| 18h45         | Rapport                            |         |                     | Etihad Stadium, Manchester Spectateurs : 50 044 Arbitrage : Craig Pawson | Etihad Stadium, Manchester Spectateurs : 50 044 Arbitrage : Craig Pawson |

| 2 mars 2025 | Newcastle United (1)       | 1 - 2 ap              | Brighton & Hove Albion (1)                                  |                                                                                     |                                                                                     |
| 14h45       | Isak 22e (pen.)            | (1 - 1, 1 - 1, 1 - 1) | 44e Minteh · 114e Welbeck                                   | St James' Park, Newcastle upon Tyne Spectateurs : 51 566 Arbitrage : Anthony Taylor | St James' Park, Newcastle upon Tyne Spectateurs : 51 566 Arbitrage : Anthony Taylor |
| 14h45       | Joelinton 36e · Gordon 83e | Rapport               | 29e, 90+1e Lamptey · 35e Webster · 45+1e Baleba · 92e Gómez | St James' Park, Newcastle upon Tyne Spectateurs : 51 566 Arbitrage : Anthony Taylor | St James' Park, Newcastle upon Tyne Spectateurs : 51 566 Arbitrage : Anthony Taylor |

| 2 mars 2025 | Manchester United (1)                             | 1 - 1 ap 3 - 4 t. a. b. | Fulham FC (1)                        |                                                     |                                                     |
| 17h30       | Fernandes 71e                                     | (0 - 1, 1 - 1, 1 - 1)   | 45+1e Bassey                         | Old Trafford, Manchester Arbitrage : Stuart Attwell | Old Trafford, Manchester Arbitrage : Stuart Attwell |
| 17h30       | Ugarte 25e                                        | Rapport                 | 27e Pereira · 90+6e Andersen ·       | Old Trafford, Manchester Arbitrage : Stuart Attwell | Old Trafford, Manchester Arbitrage : Stuart Attwell |
| 17h30       | Fernandes · Dalot · Casemiro · Lindelöf · Zirkzee | Tirs au but 3 - 4       | Jiménez · Berge · Willian · Robinson | Old Trafford, Manchester Arbitrage : Stuart Attwell | Old Trafford, Manchester Arbitrage : Stuart Attwell |

| 3 mars 2025 | Nottingham Forest (1)                                  | 1 - 1 ap 5 - 4 t. a. b. | Ipswich Town (1)                           |                                                                          |                                                                          |
| 20h30       | Yates 68e                                              | (0 - 0, 1 - 1, 1 - 1)   | 53e Hirst                                  | City Ground, Nottingham Spectateurs : 29 171 Arbitrage : Tony Harrington | City Ground, Nottingham Spectateurs : 29 171 Arbitrage : Tony Harrington |
| 20h30       | Morato 56e · Anderson 78e · Yates 96e                  | Rapport                 | 17e Luongo · 90e Morsy ·                   | City Ground, Nottingham Spectateurs : 29 171 Arbitrage : Tony Harrington | City Ground, Nottingham Spectateurs : 29 171 Arbitrage : Tony Harrington |
| 20h30       | Wood · Gibbs-White · Anderson · Williams · Hudson-Odoi | Tirs au but 5 - 4       | Morsy · Delap · Cajuste · Johnson · Taylor | City Ground, Nottingham Spectateurs : 29 171 Arbitrage : Tony Harrington | City Ground, Nottingham Spectateurs : 29 171 Arbitrage : Tony Harrington |

#### Quarts de finale

##### Participants
Le tirage au sort a lieu le 3 mars 2025.

##### Rencontres
| 29 mars 2025 | Fulham FC (1) | 0 - 3   | Crystal Palace (1)                                            |                                                                         |                                                                         |
| 13h15        |               | (0 - 2) | 34e Eze ( Mitchell) · 38e Sarr ( Eze) · 75e Nketiah ( Kamada) | Craven Cottage, Londres Spectateurs : 26 222 Arbitrage : Darren England | Craven Cottage, Londres Spectateurs : 26 222 Arbitrage : Darren England |
| 13h15        |               | Rapport | 14e Wharton · 46e Richards · 74e Lacroix · 89e Clyne          | Craven Cottage, Londres Spectateurs : 26 222 Arbitrage : Darren England | Craven Cottage, Londres Spectateurs : 26 222 Arbitrage : Darren England |

| 29 mars 2025 | Brighton & Hove Albion (1)                 | 0 - 0 ap 3 - 4 t. a. b. | Nottingham Forest (1)                                          |                                                                      |                                                                      |
| 18h15        |                                            | (0 - 0, 0 - 0, 0 - 0)   |                                                                | Falmer Stadium, Falmer Spectateurs : 29 930 Arbitrage : Peter Bankes | Falmer Stadium, Falmer Spectateurs : 29 930 Arbitrage : Peter Bankes |
| 18h15        | Estupiñán 62e · Gruda 114e                 | Rapport                 | 88e Domínguez · 97e Yates · 111e Williams · 120e Gibbs-White · | Falmer Stadium, Falmer Spectateurs : 29 930 Arbitrage : Peter Bankes | Falmer Stadium, Falmer Spectateurs : 29 930 Arbitrage : Peter Bankes |
| 18h15        | Pedro · Gruda · Hinshelwood · Gómez · Dunk | Tirs au but 3 - 4       | Anderson · Hudson-Odoi · Williams · Milenković · Yates         | Falmer Stadium, Falmer Spectateurs : 29 930 Arbitrage : Peter Bankes | Falmer Stadium, Falmer Spectateurs : 29 930 Arbitrage : Peter Bankes |

| 30 mars 2025 | Preston North End (2)    | 0 - 3   | Aston Villa (1)                                        |                                                                   |                                                                   |
| 14h30        |                          | (0 - 0) | 58e 63e (pen.) Rashford ( Digne) · 71e Ramsey ( Digne) | Deepdale, Preston Spectateurs : 22 198 Arbitrage : Chris Kavanagh | Deepdale, Preston Spectateurs : 22 198 Arbitrage : Chris Kavanagh |
| 14h30        | Keane 28e · Whiteman 67e | Rapport |                                                        | Deepdale, Preston Spectateurs : 22 198 Arbitrage : Chris Kavanagh | Deepdale, Preston Spectateurs : 22 198 Arbitrage : Chris Kavanagh |

| 30 mars 2025 | AFC Bournemouth (1)                    | 1 - 2   | Manchester City (1)                                |                                                                         |                                                                         |
| 17h30        | ( Kluivert) Evanilson 21e              | (1 - 0) | 49e Haaland ( O'Reilly) · 63e Marmoush ( O'Reilly) | Dean Court, Bournemouth Spectateurs : 10 954 Arbitrage : Stuart Attwell | Dean Court, Bournemouth Spectateurs : 10 954 Arbitrage : Stuart Attwell |
| 17h30        | Christie 62e · Cook 70e · Kluivert 77e | Rapport | 37e Khusanov · 86e Nunes · 90+5e McAtee            | Dean Court, Bournemouth Spectateurs : 10 954 Arbitrage : Stuart Attwell | Dean Court, Bournemouth Spectateurs : 10 954 Arbitrage : Stuart Attwell |

#### Demi-finale

##### Rencontres
| 26 avril 2025 | Crystal Palace (1)                                 | 3 - 0   | Aston Villa (1) | Stade de Wembley, Londres                       |                                                 |
| 18h15         | ( Sarr) Eze 31e · ( Mateta Nketiah) Sarr 58e 90+4e | (1 - 0) |                 | Spectateurs : 82 301 Arbitrage : Anthony Taylor | Spectateurs : 82 301 Arbitrage : Anthony Taylor |
| 18h15         | Mitchell 19e · Richards 65e · Kamada 84e           | Rapport | 17e Kamara      | Spectateurs : 82 301 Arbitrage : Anthony Taylor | Spectateurs : 82 301 Arbitrage : Anthony Taylor |

| 27 avril 2025 | Nottingham Forest (1)        | 0 - 2   | Manchester City (1)                            | Stade de Wembley, Londres                       |                                                 |
| 17h30         |                              | (0 - 1) | 2e Lewis ( Kovačić) · 51e Gvardiol ( Marmoush) | Spectateurs : 72 976 Arbitrage : Michael Oliver | Spectateurs : 72 976 Arbitrage : Michael Oliver |
| 17h30         | Gibbs-White 65e · Sosa 90+3e | Rapport | 55e Grealish · 78e O'Reilly · 87e Ortega       | Spectateurs : 72 976 Arbitrage : Michael Oliver | Spectateurs : 72 976 Arbitrage : Michael Oliver |

#### Finale
| Finale             | Crystal Palace (1) | 1 - 0   | Manchester City (1)                                                      | Stade de Wembley, Londres                       |                                                 |
| Samedi 17 mai 2025 | ( Muñoz) Eze 16e   | (1 - 0) |                                                                          | Spectateurs : 84 163 Arbitrage : Stuart Attwell | Spectateurs : 84 163 Arbitrage : Stuart Attwell |
| Samedi 17 mai 2025 | Henderson 90+1e    | Rapport | 66e O'Reilly · 75e B. Silva · 82e Dias · 85e De Bruyne · 90+4e Echeverri | Spectateurs : 84 163 Arbitrage : Stuart Attwell | Spectateurs : 84 163 Arbitrage : Stuart Attwell |

## Nombre d'équipes par division et par tour
| Divisions / Manches                                                 | 1er tour (40 rencontres) | 2e tour (20 rencontres) | 3e tour (1/32 de finale) (32 rencontres) | 4e tour (1/16 de finale) (16 rencontres) | 5e tour (1/8 de finale) (8 rencontres) | Quarts de finale (4 rencontres) | Demi-finales (2 rencontres) | Finale (1 rencontres) |
| ------------------------------------------------------------------- | ------------------------ | ----------------------- | ---------------------------------------- | ---------------------------------------- | -------------------------------------- | ------------------------------- | --------------------------- | --------------------- |
| Premier League 20 clubs                                             | Exemptés                 | Exemptés                | 20                                       | 17                                       | 11                                     | 7                               | 4                           | 2                     |
| Championship 24 clubs                                               | Exemptés                 | Exemptés                | 24                                       | 9                                        | 5                                      | 1                               | Aucun club                  | Aucun club            |
| League One 24 clubs                                                 | 24                       | 18                      | 12                                       | 5                                        | Aucun club                             | Aucun club                      | Aucun club                  | Aucun club            |
| League Two 24 clubs                                                 | 24                       | 13                      | 6                                        | 1                                        | Aucun club                             | Aucun club                      | Aucun club                  | Aucun club            |
| National League 24 clubs                                            | 15                       | 5                       | 2                                        | Aucun club                               | Aucun club                             | Aucun club                      | Aucun club                  | Aucun club            |
| National League North & South 48 clubs                              | 11                       | 1                       | Aucun club                               | Aucun club                               | Aucun club                             | Aucun club                      | Aucun club                  | Aucun club            |
| Northern Premier League, Southern League, Isthmian League 88 clubs  | 5                        | 3                       | Aucun club                               | Aucun club                               | Aucun club                             | Aucun club                      | Aucun club                  | Aucun club            |
| Northern Premier League, Southern League, Isthmian League 160 clubs | 1                        | Aucun club              | Aucun club                               | Aucun club                               | Aucun club                             | Aucun club                      | Aucun club                  | Aucun club            |
| Total                                                               | 80                       | 40                      | 64                                       | 32                                       | 16                                     | 8                               | 4                           | 2                     |